# Lancia Aurelia B20
La Lancia Aurelia è un'autovettura prodotta dalla Lancia dal 1950 al 1958, più in particolare la versione B20 coupé viene lanciata nell'aprile del 1951 e termina la sua vita nel 1958.

## Le B20 coupé: storia e caratteristiche

Il primo coupé B20 con motore da 2 litri nella primitiva versione di Ghia-Viotti (aprile 1951)

In occasione del Salone dell'automobile di Torino inaugurato il 2 aprile 1951, la Lancia espone per la prima volta al pubblico la B20, una splendida coupé ad alte prestazioni dalla attraente linea “pulita”. Anche se, al momento del lancio, la B20 viene omologata per tre persone (tutte da ospitare sul sedile anteriore unico), si può tranquillamente affermare che questa nuova Aurelia, di fatto, inaugura una formula che riscuoterà un enorme successo nei successivi vent'anni, quella della “gran turismo a 2 posti più 2 di fortuna”.
Stando a un'intervista rilasciata anni dopo da Mario Felice Boano, la linea della B20 sarebbe stata da lui stesso ideata mentre collaborava con la carrozzeria Ghia. Secondo questa tesi, la realizzazione del lotto iniziale (un centinaio di esemplari) sarebbe stato affidato da Gianni Lancia alla Ghia, la quale però si sarebbe rivolta alla carrozzeria Viotti (meglio attrezzata per una produzione numericamente un poco più consistente), per costruire materialmente i primi 98 esemplari. Considerato l'immediato successo della B20 e il conseguente elevato ritmo produttivo necessario a soddisfare tutte le richieste, la produzione veniva poi definitivamente affidata alla ancor più attrezzata Pininfarina, che apportava comunque, sin dall'inizio, qualche lieve modifica ad alcuni particolari di carrozzeria.
Questa versione dei fatti non è del tutto convincente per almeno due motivi. In primo luogo, dai registri di produzione risulta che Viotti ha effettivamente costruito 98 vetture, ma che non si tratta delle prime 98 bensì di unità “ripartite” lungo tutta la prima serie (compresi tra il B20-1001 ed il B20-1405). Ne consegue che, sin dall'inizio, Pininfarina ha costruito esemplari di B20. Secondo: il progettista dell'Aurelia, Francesco De Virgilio, non ricorda nel modo più assoluto un coinvolgimento di Boano ma, anzi, ha sempre ritenuto che autore della macchina fosse Pininfarina. Secondo alcuni, poi, ci sarebbe anche un terzo motivo per dubitare delle parole del Boano, e cioè che la linea della B20 ricorda molto da vicino quella di altre realizzazioni di Pininfarina dei primi anni del dopoguerra. Questa affermazione è tuttavia solo apparentemente inconfutabile perché è doveroso ricordare che il famoso prototipo Lancia A10 con motore ad 8 cilindri a V della fine degli anni 40 - certamente carrozzato da Ghia - ha una linea che in qualche misura anticipa quella della B20, al punto da rendere quanto meno "possibili" le tesi di Mario Felice Boano. Un'ulteriore "prova fotografica" di una compartecipe paternità Ghia sulla B20 risiede in due immagini (non disponibili) che appaiono alle pagine 176 e 177 del volume "Ghia" di Valerio Moretti (Editore Automobilia, 1991) e che ritraggono due B20 in fase di allestimento all'interno degli stabilimenti Ghia. Irrisolto il dubbio circa la effettiva paternità delle linee della B20, resta il fatto che, dal 1951 al 1958, la produzione è stata nelle mani di Pininfarina, che ha costruito 3773 coupé su un totale di 3871.
Ma tornando alla prima B20 e alle sue particolarità: ovviamente derivata dalla berlina B10, dalla quale eredita quasi tutte le caratteristiche (dalle sospensioni a quattro ruote indipendenti ai comandi, dal volante al cruscotto) questa coupé “monoscocca” a passo accorciato (266 cm invece di 286) monta però un motore con cilindrata portata sin quasi alla soglia dei due litri (1990,97 cm³ per l'esattezza) erogante 75 HP grazie ad un rapporto di compressione di 8,4:1 (che richiede l'uso del supercarburante). Molto rastremata e di dimensioni contenute (lunga 428 cm e larga cm 154) è, assieme alla quasi contemporanea Alfa 1900 Sprint, una delle più maneggevoli e veloci sportive italiane del momento. Accreditata di una velocità massima di circa 160 km/h (ottenuta grazie anche ad un rapporto al ponte più “lungo” rispetto a quello della berlina) la B20 si afferma immediatamente anche nelle competizioni, come si può agevolmente evincere leggendo l'apposito capitolo.
Malgrado un prezzo che non può che essere “consistente” (2.600.000 Lire al debutto), la B20
riscuote un immediato successo commerciale, tanto che, in meno di 1 anno, vengono venduti 500 esemplari.

L'Aurelia B20 seconda serie esposta al Salone di Ginevra

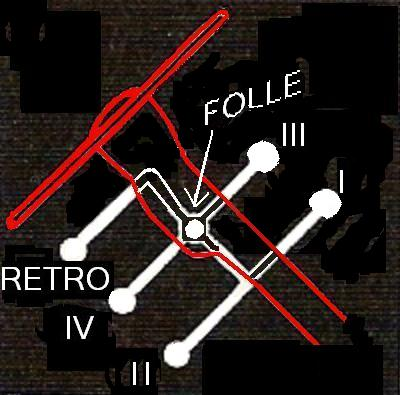
Schema delle posizioni del cambio al volante nelle B20 Aurelia I-II-III-IV serie (1951/55)

All'inizio del mese di marzo del 1952, in occasione del Salone dell'automobile di Ginevra, appare la seconda serie, che inizia così dall'esemplare 501. Questa nuova serie, che fa tesoro delle esperienze fatte con le prime corse del 1951, ha una testa modificata (con il riposizionamento delle valvole), un rapporto di compressione ancora lievemente aumentato (da 8,4 a 8,8:1), potenza superiore (80 HP invece di 75) e qualche miglioria all'impianto frenante. Leggermente più pesante (50 kg in più) e più veloce (162 km/h), la seconda serie si distingue esteriormente per l'adozione di nuovi paraurti in acciaio senza rostri, per la parte retrostante della carrozzeria dove appaiono le cosiddette “codine”, per la aggiunta di un profilo cromato sotto le portiere e per lo spostamento della targa anteriore (ora in posizione centrale, in basso). All'interno, si nota un nuovo cruscotto con una strumentazione a due strumenti circolari, con contagiri (scompare l'orologio).

La prima B20 "2 litri e mezzo"

Il successo di vendite arride anche a questa seconda serie, che viene prodotta in 731 esemplari tra la primavera del 1952 e la primavera dell'anno successivo, quando esce la più classica, la più veloce (e forse, tutto sommato, la migliore) delle B20, la terza serie da 2 litri e mezzo (2451,31 cm³). Potente (118 HP a 5000 giri) e veloce (185 km/h) questa terza serie si differenzia dalle precedenti soprattutto nella “coda”, che, abolite le “pinne”, assume un aspetto assolutamente tondeggiante molto armonioso, grazie anche al coperchio del bagagliaio di forma arrotondata. Anche il frontale appare modificato, sia nella fanaleria (ora con cornici “normali”, senza cioè la caratteristica “palpebra”) che nella mascherina (che, tra l'altro, ora è priva del tappo-foro per l'avviamento d'emergenza a manovella). Leggermente incrementate le dimensioni esterne (la lunghezza passa da 429 cm a 437, la larghezza da 155) ed il peso (50 kg in più). Questa nuova “2 litri e mezzo” sarà per anni protagonista nelle corse per vetture Gran Turismo, dove se la vedrà con le rivali Alfa Romeo 1900 (le coupé Sprint e Supersprint ma anche la berlina Turismo Internazionale) e Fiat 8V (particolarmente nella versione Zagato).

Anche il famoso attore Gary Cooper fu un estimatore della Aurelia B20

Trascorre circa un anno e, dopo 720 esemplari di “terza serie”, ecco apparire la “quarta serie”, che viene esposta al pubblico al Salone di Torino assieme alla nuova berlina B12 e che, come quest'ultima, è caratterizzata dalla adozione del retrotreno tipo “De Dion” a ruote semi-indipendenti (e che per questa ragione "tecnica" verrà comunemente identificata e definita come "Aurelia B20 balestrata"). A partire da questa serie, anche la B20 può essere fornita con la guida a sinistra. A parte alcune migliorie al motore (bronzine e lubrificazione in particolare) ed un nuovo carburatore, la nuova serie si presenta con i vetri che, analogamente a quelli della berlina B12, sono “polarizzati” (cioè colorati), con un nuovo volante (nero, identico a quello della B12) e con una pomelleria nera (anziché bianco-crema). Viene anche montata una luce posteriore di retromarcia. Il peso della vettura subisce un nuovo incremento di una cinquantina di chilogrammi.
Assolutamente in linea con le direttive della nuova proprietà (Pesenti) e della nuova dirigenza tecnica (Fessia) che mostrano entrambe scarso entusiasmo per le macchine troppo veloci e non amano vedere vetture Lancia in competizione, la nuova serie di Aurelia B20 (la quinta serie) non può che abbandonare il carattere sportivo ed assumere quello di una più pacifica gran turismo, sia pur sempre ad elevate prestazioni.

Schema delle posizioni del cambio al volante dell'Aurelia B20 coupé V e VI serie (1956/58)

Il parto di questa nuova serie è piuttosto laborioso, al punto che la produzione praticamente si arresta - tra la fine del 1955 e i primi mesi del 1956 – per circa un semestre. La potenza e la coppia vengono ridotte (da 118 a 110 HP la prima, da 18,5 a 17,2 kgm la seconda) e le prestazioni calano (la velocità massima, per esempio, scende da 185 a 176 km/h). Profonde modifiche subisce anche il cambio di velocità (ora con la quarta marcia in presa diretta). I tecnici Lancia tentano anche (pare con relativo successo) di porre rimedio alla endemica scarsa efficienza dei freni dell'Aurelia e montano tamburi dei freni di più ampie dimensioni (che costringono ad adottare cerchi ruota diversi con grandi calotte-copriruota esteticamente simili alle ruote in lega). Altre differenze: abbandono dei vetri azzurrati, ingrandimento del lunotto, aggiunta di un profilo cromato mediano al cofano motore, colorazione bicolore del cruscotto (solo per alcune tinte di carrozzeria), nuovo volante (tipo Nardi), modifiche ai sedili, montaggio di una cappelliera in materiale plastico anziché in panno, modifica della piccola panca retrostante i sedili anteriori onde rendere meno disagiata la sistemazione (anche se comunque sacrificata) di eventuali passeggeri, ed altre ancora. La quinta serie B20 è disponibile, di norma, con guida a sinistra: in casa Lancia però non si vogliono scontentare quei pur pochi clienti che ancora prediligono (un po' nostalgicamente) la guida a destra, per cui ancora è prevista la fornitura di vetture con questo posizionamento del volante. Nel complesso, la vettura risulta nuovamente appesantita (circa 60 kg in più: a vuoto, in ordine di marcia, ormai il peso sfiora i 1300 kg).

L'ultima B20 del 1957-58, riconoscibile esternamente per la presenza dei deflettori ai finestrini anteriori

Nel 1957 il destino dell'Aurelia è segnato: la vettura destinata a succederle, la Flaminia, sta per essere immessa sul mercato nella versione berlina ed è lecito attendersi, prima o poi, una sua versione Gran Turismo. L'ultima serie dell'Aurelia B20, la sesta, nasce proprio nella primavera del 1957: oltre ad un leggero incremento dei valori di potenza massima (da 110 a 112 HP) e di coppia massima (da 17,2 a 17,5 kgm) che innalzano la soglia della velocità massima sino ai 180 km/h, si devono registrare una miriade di piccole migliorie meccaniche di carattere secondario. Esteriormente, la sesta serie si riconosce immediatamente per l'adozione dei deflettori alle portiere. La produzione della B20 termina nel 1958, anche se le vendite delle scorte proseguono sino alla metà del 1959, sia pure in quantità esigue. L'ultima B20 lascia la fabbrica il 7-11-1958: è una vettura con guida a sinistra (l'ultima B20 con guida a destra era uscita qualche mese prima, il 28 luglio)

## Le sei serie della B20
Occorre precisare che, contrariamente a quanto accaduto con le Aurelia "berlina" di cui si contano due diverse serie che contraddistinguono l'intera produzione, l'Aurelia B20 risulta essere stata classificata "per serie" soltanto nelle due prime edizioni con motore da 2 litri, mentre la produzione della "2 litri e mezzo" iniziata nel 1953 non risulta essere mai stata ufficialmente classificata per "serie" né in qualche misura identificata con quella definizione: si ricorda soltanto che la versione 1954-55 veniva definita come "balestrata" per via della nuova sospensione posteriore De Dion (con balestre in luogo dei molloni) ma la suddivisione "in serie successive" è entrata nell'uso comune, quando ormai la vettura era fuori produzione, per ragioni di maggior immediatezza, dal momento che i dati ufficiali della Casa hanno sempre fatto riferimento esclusivamente alla numerazione progressiva degli autotelai raggiunta al momento delle modifiche apportate al modello, non consentendo dunque la necessaria immediata comprensione.
Di seguito si elencano le sei serie con i parametri distintivi più significativi.
- Prima Serie: (da B20-1001 a B20-1500) prodotta dall'aprile 1951 al febbraio 1952, 2 litri, 75 HP, coda senza "codine", paraurti con rostri.
- Seconda Serie: (da B20-1501 a B20-2231) prodotta dal marzo 1952 al febbraio 1953, 2 litri, 80 HP, "codine" posteriori, paraurti senza rostri. Questa versione veniva identificata come "seconda serie" anche negli anni 50.
- Terza Serie: (da B20-2232 a B20-2951) prodotta dal marzo 1953 al dicembre 1953, 2,5 litri, 118 HP, "coda" più arrotondata e senza codine, fanaleria anteriore senza "palpebre".
- Quarta Serie: (da B20-2952 a B20-3696 e da B20S-1001 a B20S-1255) prodotta dall'inizio 1954 al dicembre 1955, 2,5 litri, 118 HP, ponte posteriore De Dion, vetri polarizzati verdi, volante a due razze (nero). Questa serie veniva comunemente definita come "balestrata".
- Quinta Serie: (da B20-3697 a B20-3816 e da B20S-1256 a B20S-1435) prodotta dal 1956 (inoltrato) al marzo 1957, 2,5 litri, 110 HP (depotenziata), nuovo cambio, lunotto ampliato, aggiunta di profili cromati, volante a tre razze (in alluminio e corona in legno), finiture più curate.
- Sesta Serie: (da B20-3817 a B20-4011 e da B20S-1436 a B20S-1860) prodotta dall'aprile 1957 al novembre 1958, 2,5 litri, 112 HP, innumerevoli ma piccole modifiche meccaniche, deflettori alle portiere.

### La prima serie B20
- Periodo di produzione: approssimativamente, dall'aprile 1951 al febbraio 1952
- Modelli: tipo B20, coupé 2 porte, 2-3 posti, con guida a destra
- Motore: tipo B20
- Numerazione progressiva: tipo B20: da 1001 a 1500
- Unità prodotte: tipo B20: 500

#### Caratteristiche principali

L'ultima B20, la sesta serie del 1957-58

- Motore: anteriore a 6 cilindri a V di 1990,97 cm³, potenza 75 HP a 4500 giri, valvole in testa
- Carrozzeria: coupé 2 porte, 2-3 posti, scocca portante, sospensioni anteriore e posteriore a ruote indipendenti
- Trasmissione con trazione alle ruote posteriori, cambio a 4 rapporti+retromarcia
- Dimensioni e peso: passo 266 cm, lunghezza 428 cm, larghezza 154 cm, peso in ordine di marcia, rifornita, 1070 kg circa
- Velocità max: 160 km/h

In occasione del Salone dell'automobile di Torino inaugurato il 2 aprile 1951, la Lancia espone per la prima volta al pubblico la B20, una splendida coupé ad alte prestazioni dalla attraente linea “pulita”. Anche se al momento del lancio la B20 viene omologata per tre persone (tutte da ospitare sul sedile anteriore unico), si può tranquillamente affermare che questa nuova Aurelia, di fatto inaugura una formula che riscuoterà un enorme successo nei successivi vent'anni, quella della “gran turismo a 2 posti più 2 di fortuna”. A tutt'oggi irrisolta la questione riguardante la paternità della carrozzeria: taluni la attribuiscono alla Ghia (tramite la matita di Boano), altri alla Pininfarina. Di fatto, delle 500 B20 prima serie, 402 sono state realizzate da Pininfarina e 98 da Viotti (cui Ghia demanda la costruzione per la inadeguatezza delle sue linee di produzione). Da segnalare il fatto che Pininfarina apporta lievi modifiche ad alcuni particolari di carrozzeria, che subito rendono la linea ancora più scorrevole.
Riguardo a questa prima B20 e alle sue caratteristiche: la vettura era derivata dalla berlina B10, dalla quale eredita quasi tutte le caratteristiche (dalle sospensioni a quattro ruote indipendenti ai comandi, dal volante al cruscotto) questa coupé “monoscocca” a passo accorciato (266 cm invece di 286) monta però un motore con cilindrata portata sin quasi alla soglia dei due litri (1990,97 cm³ per l'esattezza) erogante 75 HP grazie ad un rapporto di compressione di 8,4:1 (che richiede l'uso del supercarburante). Detto per inciso, va ricordato che questo motore da due litri, solo lievemente depotenziato, viene anche montato sulla scocca della berlina, che assume la denominazione B21 (per approfondimenti, si rimanda alla “voce” relativa).
Molto rastremata e di dimensioni contenute (lunga 428 cm e larga cm 154) è, assieme alla quasi contemporanea Alfa 1900 Sprint, una delle più maneggevoli e veloci sportive italiane del momento. Accreditata di una velocità massima di 160 km/h (ottenuta grazie anche a un rapporto al ponte più “lungo” rispetto a quello della berlina) la B20 si afferma immediatamente anche nelle competizioni, come si può agevolmente evincere leggendo l'apposito capitolo.
Tra le variazioni in corso di produzione, a parte le già citate piccole modifiche ad alcuni particolari di carrozzeria apportate da Pininfarina, è da registrare la adozione di gomme Michelin “radiali” in luogo delle normali Pirelli (anche a fianco bianco) montate sui primi esemplari.
Malgrado un prezzo che non può che essere “consistente” (2.600.000 Lire al debutto), la B20 riscuote un immediato successo commerciale, tanto che, in meno di 1 anno, vengono venduti 500 esemplari.

### La seconda serie B20

La B20 seconda serie del 1952

- Periodo di produzione: approssimativamente, dal marzo 1952 al febbraio 1953
- Modelli: tipo B20, coupé 2 porte, 2-3 posti, con guida a destra
- Motore: tipo B20
- Numerazione progressiva: tipo B20: da 1501 a 2231
- Unità prodotte: tipo B20: 731

#### Caratteristiche principali
- Motore: anteriore a 6 cilindri a V di 1990,97 cm³, potenza 80 HP a 4700 giri, valvole in testa
- Carrozzeria: coupé 2 porte, 2-3 posti, scocca portante, sospensioni anteriore e posteriore a ruote indipendenti
- Trasmissione con trazione alle ruote posteriori, cambio a 4 rapporti+retromarcia
- Dimensioni e peso: passo 266 cm, lunghezza 429 cm, larghezza 154 cm, peso in ordine di marcia, rifornita, 1120 kg circa
- Velocità max: 162 km/h

Particolare delle "codine" della B20 seconda serie del 1952; si notano anche i paraurti privi di rostri

Il cruscotto ed i comandi della B20 seconda serie

All'inizio del mese di marzo del 1952, in occasione del Salone dell'automobile di Ginevra, appare la seconda serie. Questa nuova B20, che fa tesoro delle esperienze fatte con le prime corse del 1951, ha una distribuzione modificata, un rapporto di compressione lievemente aumentato (da 8,4 a 8,8:1), coppia motrice massima immutata ma potenza superiore (80 HP invece di 75). Leggermente più pesante (50 kg in più) e più veloce (2 km/h in più), la seconda serie si distingue esteriormente essenzialmente per l'adozione di nuovi paraurti in acciaio senza rostri, per la parte posteriore della carrozzeria dove appaiono le cosiddette “codine” e per la aggiunta di un profilo cromato sotto le portiere. Nel complesso, la vettura risulta più bassa di 4 cm (136 invece di 140) e più lunga di 1 cm (429 invece di 428). All'interno, si nota un nuovo cruscotto con una strumentazione a due strumenti circolari, con contagiri (scompare l'orologio).
Nel 1952, il prezzo della B20 è di 2.880.000 Lire, in linea con quello che la Fiat pratica per la sua più veloce ma più spartana (e soprattutto più “scorbutica”) 8V (2.850.000 Lire) e sensibilmente inferiore a quello che l'Alfa Romeo richiede per la sua 1900 Sprint Touring (3.240.000 Lire)
Il successo di vendite arride anche a questa seconda serie, che viene prodotta in 731 esemplari tra la primavera del 1952 e la primavera dell'anno successivo, quando esce la “2 litri e mezzo”.
Questo il dettaglio delle differenze che contraddistinguono la seconda serie dalla precedente:
- modifiche alla distribuzione, con nuova disposizione delle valvole e nuovi castelletti dei bilancieri
- incremento del valore del rapporto di compressione (da 8,4:1 a 8,8:1)
- aumento della potenza massima (da 75 HP a 4500 giri/minuto a 80 HP a 4700 giri/minuto)
- modifiche all'impianto frenante (secondo alcune fonti la superficie franante passa da 1400 a 1700 cm2, secondo altre fonti invece essa era già di 1700 cm2 nella prima serie e le modifiche sono quindi marginali)
- adozione di nuovi paraurti in acciaio (più bombati e senza rostri e senza inserti in gomma), aggiunta di “codine” nella parte posteriore della carrozzeria, aggiunta di un profilo cromato sotto le portiere, spostamento della targa anteriore (ora in posizione centrale, in basso).
- lunghezza maggiore di 1 cm (429 invece di 428)
- altezza inferiore di 4 cm (136 invece di 140)
- all'interno: nuovo cruscotto con una strumentazione a due strumenti circolari, con contagiri (scompare l'orologio).
- aumento di 50 kg del peso (a vuoto, in ordine di marcia, da Kg 1070 a Kg 1120)
- leggero incremento della velocità massima (da 160 a 162 km/h, in IV marcia)

### La terza serie B20

La B20-2500 terza serie

- Periodo di produzione: approssimativamente, dal marzo 1953 al dicembre 1953
- Modelli: tipo B20, coupé 2 porte, 2 posti (+ 2 di fortuna) con guida a destra
- Motore: tipo B20
- Numerazione progressiva:tipo B20: da 2232 a 2951
- Unità prodotte:tipo B20: 720<

#### Caratteristiche principali
- Motore: anteriore a 6 cilindri a V di 2451,31 cm³, potenza 118 HP a 5.000 giri, valvole in testa
- Carrozzeria: coupé 2 porte, 2 posti (più 2 “di fortuna”, per brevi tragitti), scocca portante, sospensioni anteriore e posteriore a ruote indipendenti
- Trasmissione con trazione alle ruote posteriori, cambio a 4 rapporti+retromarcia
- Dimensioni e peso: passo 266 cm, lunghezza 437 cm, larghezza 155 cm, peso in ordine di marcia, rifornita, 1170 kg circa
- Velocità max: 185 km/h

Una vista di 3/4 anteriore della B20-2500 terza serie

La nuova "coda" arrotondata e priva di codine

Primavera-estate 1953: Uno tra i più amati sportivi del momento, il "campionissimo" del ciclismo, Fausto Coppi, al volante di una B20 che si dice gli sia stata donata dai Concessionari Lancia. Questa vettura è ancora in circolazione, e l'attuale proprietario la utilizza regolarmente, ha anche partecipato alla 1000 miglia e alla coppa Milano-Sanremo, vincendola.

Alla fine del 1952, la seconda serie B20 con motore due litri cessa di essere prodotta e di lì a qualche mese, nella primavera del 1953, esce la sostituta: si tratta della terza serie, quella che secondo molti è la più classica, la più veloce (e forse, tutto sommato, la migliore) tra tutte le B20, la prima da 2 litri e mezzo (2451,31 cm³). Potente (118 HP) e veloce (185 km/h) questa serie, che mantiene lo schema a quattro ruote indipendenti, viene esposta per la prima volta al Salone di Torino di aprile e si differenzia esteticamente dalle precedenti soprattutto nella “coda” che assume un aspetto assolutamente tondeggiante molto armonioso, grazie alla scomparsa delle “codine” ed anche al coperchio del bagagliaio che assume una forma lievemente arrotondata. Il frontale appare a sua volta modificato, sia nella fanaleria (qui con cornici “normali”, senza cioè la caratteristica “palpebra”) sia nella mascherina (che, tra l'altro, ora è priva del tappo-foro per l'avviamento d'emergenza a manovella). Leggermente incrementate le dimensioni esterne (la lunghezza passa da cm 429 a cm 437, la larghezza da cm 154 a cm 155) ed il peso (50 kg in più).

Confronto tra un fanale anteriore con le famose "palpebre" (a sinistra) montato sulle prime due serie B20 e quello di disegno convenzionale (a destra) adottato a partire dalla terza serie

Confronto tra la mascherina anteriore di una delle prime B20 e quella della B20-2500 terza serie, che appare più "bombata" e sprovvista del foro per la manovella

Come si può constatare consultando l'apposito capitolo, questa nuova “2 litri e mezzo” sarà per anni protagonista nelle corse per vetture Gran Turismo, dove se la vedrà con le rivali Alfa Romeo 1900 (le coupé Sprint e Supersprint ma anche la berlina Turismo Internazionale) e Fiat 8V (particolarmente nella versione Zagato).
Dal punto di vista meccanico, le variazioni rispetto alla serie precedente sono innumerevoli e che, per fare qualche esempio, vanno dalla riduzione del valore del rapporto di compressione ad un nuovo profilo dell'asse a camme, dalla adozione di un nuovo carburatore a nuove fusioni del blocco motore e delle testate.
Questo il dettaglio delle principali variazioni tra la seconda e la terza serie:
- incremento del valore dell'alesaggio dei cilindri (da 72 mm a 78)
- incremento del valore della corsa dei cilindri (da 81,5 mm a 85,5)
- aumento della cilindrata (da 1990,97 cm³ a 2451,31 cm³)
- diminuzione del rapporto di compressione (da 8,80:1 a circa 8,00:1)
- aumento potenza massima (HP 118 a 5000 giri/minuto anziché 80 HP a 4700 giri/minuto)
- aumento del regime massimo di rotazione del motore (da 5000 giri/minuto a 5300 giri/minuto)
- incremento del valore di coppia massima (da 14 kgm a 3500 giri/minuto a 18,5 kgm a3000-4000 giri/minuto)
- nuovo profilo dell'albero a camme, con variazione dei dati di messa in fase della distribuzione
- nuove le fusioni del blocco motore e delle testate
- adozione di un nuovo carburatore (Weber 40 DCF 5) invece dei due (Weber 32 DR 7 SP) montati in precedenza
- diversi valori di regolazione dell'anticipo di accensione
- nuova dinamo con regolatore staccato
- variazione (allungamento) del rapporto al ponte (da 9/40, ovvero 4,444:1 a 9/38, ovvero 4,222:1)
- innalzamento del valore di velocità massima, da 162 a 185 km/h, in IV marcia
- innalzamento delle velocità massime nelle varie marce: I=da 48 a 53 km/h; II=da 75 a 85 km/h; III=da 110 a 125 km/h; Retromarcia=da 38 a 42 km/h
- innalzamento del valore della pendenza massima superabile in I marcia, da 40% a 50%
- innalzamento dei valori delle pendenze massime superabili nelle varie marce: in II=da 25% a 29%; in III=da 15% a 17%; in IV da 8,5% a 10%; in RM=da 45% a 60%
- aumento della capacità del serbatoio del carburante, da litri 60 a litri 78
- aumento del consumo (norme CUNA), da litri 11,5 a litri 12,7 ogni 100 km, cioè da 8,70 a 7,87 km/litro
- carrozzeria modificata: scomparsa delle “pinne” di coda, coperchio bagagliaio di forma più arrotondata, lunotto arrotondato ed ampliato, fanaleria anteriore modificata (scompaiono le palpebre) mascherina anteriore modificata (ora priva del tappo-foro manovella), paraurti posteriori più avvolgenti, lamierati rivisitati per renderli più idonei alla produzione in serie
- interni quasi identici (volante ora regolabile di circa 6 cm) con comandi e strumentazione non modificati
- incremento di 8 cm della lunghezza della vettura (cm 437 invece di 429)
- incremento di 1 cm della larghezza della vettura (cm 155 invece di 154)
- aumento di 50 kg del peso (a vuoto, in ordine di marcia, da Kg 1120 a Kg 1170)
- diversi valori di pressione di gonfiaggio degli pneumatici
- portata vettura: il valore “ufficiale” della portata è invariata (2 persone + 50 kg di bagaglio) ma di fatto (lo si legge anche sul libretto ufficiale d'uso e manutenzione consegnato assieme alla vettura) è specificatamente prevista la sistemazione di fortuna – per brevi tragitti - di 2 persone da alloggiarsi nell'angusto vano che si trova alle spalle del divano anteriore.
- aumento della potenza fiscale in Italia, da 23 a 26 CV

### La quarta serie B20-B20S

Vista laterale di profilo della B20 quarta serie

- Periodo di produzione: approssimativamente, dall'inizio del 1954 al dicembre 1955
- Modelli: tipo B20, coupé 2 porte, 2 posti (+ 2 di fortuna) con guida a destra, tipo B20S, coupé 2 porte, 2 posti (+ 2 di fortuna) con guida a sinistra
- Motore: tipo B20
- Numerazione progressiva: tipo B20: da 2952 a 3696 - tipo B20S: da 1001 a 1255
- Unità prodotte: tipo B20: 745 - tipo B20S: 255 - totale: 1.000

#### Caratteristiche principali
- motore: anteriore a 6 cilindri a V di 2451,31 cm³, potenza 118 HP a 5.000 giri, valvole in testa
- carrozzeria: coupé 2 porte, 2 posti (più 2 “di fortuna”, per brevi tragitti), scocca portante, sospensioni anteriore a ruote indipendenti, sospensioni posteriori a ruote semi-indipendenti sistema De Dion
- trasmissione con trazione alle ruote posteriori, cambio a 4 rapporti+retromarcia
- dimensioni e peso: passo cm 265, lunghezza cm 437, larghezza cm 155, peso in ordine di marcia, rifornita, Kg 1220 circa
- velocità max: Km/h 185

Evidenziate le principali differenze estetiche tra la quarta serie e la serie precedente

Il volante della B20 quarta serie, diverso da quello montato sulle prime tre serie, è tuttavia identico a quello montato sulla contemporanea berlina B12

Dopo 720 esemplari di “terza serie”, ecco apparire la “quarta serie”, che viene esposta al pubblico al Salone di Torino dell'aprile 1954 assieme alla nuova berlina B12 e che, come quest'ultima, è caratterizzata dalla adozione del retrotreno tipo “De Dion” a ruote semi-indipendenti. A partire da questa serie, anche la B20 può essere fornita con la guida a sinistra. Oltre ad alcune migliorie al motore (bronzine e lubrificazione in particolare) ed un nuovo carburatore, la nuova serie presenta i vetri che, analogamente a quelli della berlina B12, sono “polarizzati” (cioè colorati), un nuovo volante (nero, identico a quello della B12) e una pomelleria nera (anziché bianco-crema). Viene anche montata una luce posteriore di retromarcia ed il lavavetro. I terminali dei tubi di scarico sono ora cromati. Il peso della vettura subisce un nuovo incremento di una cinquantina di chilogrammi.
In corso di produzione, dal gennaio 1955, vengono montati – in luogo dei Veglia di color grigio - nuovi strumenti Jaeger neri comprendenti anche l'orologio, il termometro dell'acqua e due nuove spie (insufficiente pressione dell'olio e starter/freno a mano inseriti).
Pare che alcune “quarta serie” siano state costruite da Maggiora e da Bertone, carrozzieri ai quali Pininfarina avrebbe demandato la costruzione perché troppo impegnato.
A partire dalla questa serie, cioè dal 1954/55, iniziano ad essere offerti, da parte di specialisti esterni, parecchi accessori di intonazione sportiva, quali: cambio a cloche e volante (Nardi), ruote a raggi (Borrani), scarico speciale (Abarth), collettore speciale (Nardi) con due carburatori. Gli accessori forniti a pagamento dalla Casa sono l'autoradio e (stando ad alcune fonti), la selleria in pelle.
Questo il dettaglio delle differenze che contraddistinguono la quarta serie dalla precedente:
- supporti di banco e di biella a guscio sottile in acciaio con riporto in rame-piombo-indio (anziché in metallo bianco).
- migliorie alla lubrificazione, con pompa olio maggiorata e nuovo filtro (riposizionato onde migliorarne l'accessibilità); aggiunta la spia insufficiente pressione sulla strumentazione.
- adozione di un nuovo carburatore, tipo Weber 40 DCZ5 (anziché Weber 40 DCF5).
- batteria da 50 Ah (invece che da 48 Ah).
- sospensioni posteriori secondo lo schema De-Dion a ruote semi-indipendenti (anziché a ruote indipendenti).
- ammortizzatori posteriori idraulici telescopici (anziché a pistone).
- rapporto al ponte leggermente accorciato (11/47=4,273 invece del precedente 9/38=4,222).
- passo ridotto di 1 cm (da 266 CM a 265).
- leggermente ridotta la capacità del serbatoio carburante (da 78 a 75 litri).
- peso aumentato di 50 kg (da 1.100 a 1.150 a vuoto e da 1.170 a 1.220 in ordine di marcia, rifornita).
- adozione di vetri polarizzati verdi.
- adozione dello spruzzatore lavavetro.
- adozione di un fanalino di retromarcia (montato posteriormente, al centro).
- nuove maniglie delle porte (ora “a bottone”).
- terminali di scarico cromati.
- plancia modificata, con adozione di un nuovo volante nero a due razze e di pomelli di colore nero (anziché bianco-crema).
- aggiunta di due “spie” alla strumentazione (insufficiente pressione olio e starter - o freno a mano - inserito).
- nuovo sistema di apertura del coperchio del bagagliaio, mediante rotazione di una delle due luci targa.
- nuove diverse colorazioni della tappezzeria.

### La quinta serie B20-B20S

La B20 quinta serie, quasi identica esteriormente alla serie precedente

- Periodo di produzione: approssimativamente, dal 1956 inoltrato al marzo 1957
- Modelli: tipo B20, coupé 2 porte, 2 posti (+ 2 di fortuna) con guida a destra - tipo B20S, coupé 2 porte, 2 posti (+ 2 di fortuna) con guida a sinistra
- Motore: tipo B20
- Numerazione progressiva: tipo B20: da 3697 a 3816 - tipo B20S: da 1256 a 1435
- Unità prodotte: tipo B20: 120 - tipo B20S: 180 - totale: 300

#### Caratteristiche principali
- Motore: anteriore a 6 cilindri a V di 2451,31 cm³, potenza 110 HP a 5.000 giri, valvole in testa
- Carrozzeria: coupé 2 porte, 2 posti (più 2 “di fortuna”, per brevi tragitti), scocca portante, sospensioni anteriore a ruote indipendenti, sospensioni posteriori a ruote semi-indipendenti sistema De Dion
- Trasmissione con trazione alle ruote posteriori, cambio a 4 rapporti+retromarcia
- Dimensioni e peso: passo 265 cm, lunghezza 437 cm, larghezza 155 cm, peso in ordine di marcia, rifornita, 1280 kg circa
- Velocità max: 176 km/h

Il cruscotto bicolore della B20 edizione 1956

Assolutamente in linea con le direttive della nuova proprietà (Pesenti) e della nuova dirigenza tecnica (Fessia) che mostrano entrambe scarso entusiasmo per le macchine troppo veloci e non amano vedere vetture Lancia in competizione, la nuova serie di Aurelia B20 (la quinta serie) non può che abbandonare il carattere sportivo ed assumere quello di una più pacifica gran turismo, sia pur sempre a elevate prestazioni.

Il lunotto ampliato della B20 quinta serie

Il parto di questa nuova serie è piuttosto laborioso, al punto che la produzione praticamente si arresta - tra la fine del 1955 ed i primi mesi del 1956 – per circa un semestre. La potenza e la coppia vengono ridotte (da 118 a 110 HP la prima, da 18,5 a 17,2 kgm la seconda) e le prestazioni calano (la velocità massima, per esempio, scende da 185 a 176 km/h). I tecnici Lancia tentano anche (pare con relativo successo) di porre rimedio all'endemica scarsa efficienza dei freni dell'Aurelia e montano tamburi dei freni di più ampie dimensioni (che costringono ad adottare cerchi ruota diversi con grandi calotte-copriruota). Altre differenze: abbandono dei vetri azzurrati, ingrandimento del lunotto, aggiunta di un profilo cromato mediano al cofano motore, colorazione bicolore del cruscotto (solo per alcune tinte di carrozzeria), nuovo volante (tipo Nardi), montaggio di una cappelliera in materiale plastico anziché in panno, modifica della piccola panca retrostante i sedili anteriori onde rendere meno disagiata la sistemazione (anche se comunque sacrificata) di eventuali passeggeri, ed altre ancora.
La quinta serie B20 è disponibile, di norma, con guida a sinistra: in casa Lancia però non si vogliono scontentare quei pur pochi clienti che ancora prediligono (un po' nostalgicamente) la guida a destra, per cui ancora è prevista la fornitura di vetture con questo posizionamento del volante.
Questo il dettaglio delle differenze che contraddistinguono la quinta serie dalla precedente:
- depotenziamento del motore, da 118 a 110 HP (sempre al regime di 5.000 giri/minuto).
- diminuzione della coppia massima, a 17,2 kgm (in precedenza 18,5 kgm).
- nuove canne cilindri in ghisa (riportate) inamovibili (anziché in ghisa riportate)
- nuovo profilo dell'albero a camme, con diversi valori di messa in fase della distribuzione.
- nuove candele AC 45 XI oppure Champion N5 oppure Champion NA8 (in luogo delle precedenti Marelli CW225B o Champion NE-10).
- nuova bobina Marelli B200A (anziché Marelli B5).
- nuovi giunti elastici alla trasmissione del tipo Giubo (due alle estremità, con funzioni di giunti cardanici e di scorrimento, ed uno centrale, tutti elastici ad anello e muniti di centratore) anziché quelli a stella, a settori in gomma, montati precedentemente.
- nuova frizione (tipo Fichtel & Sachs a comando esterno idraulico) con maggiore superficie di attrito (la corsa del pedale è ora di cm 20-25 invece di cm 15-20).
- cambio profondamente modificato: nuova scatola cambio scomponibile, quarta in presa diretta (anziché surmoltiplicata) e rapporti altre marce variati, sincronizzatori di maggiori dimensioni, alberi e cuscinetti irrobustiti, posizione marce “unificata” (vale a dire uniformata a quella adottata da tutte le altre grandi Case automobilistiche).
- coppia conica al ponte ora di tipo ipoide e con rapporto allungato (anche a seguito dei nuovi rapporti al cambio) e portato a 11/41=3,727:1 (precedente 11/47=4,273:1).
- diffusi miglioramenti all'impianto frenante: ceppi freni anteriori resi avvolgenti, irrobustimento dei dischi di sostegno, adozione di tamburi in lega d'alluminio con fascia interna in ghisa riportata, aumento larghezza ceppi freni anteriori da 7 cm a 7,5 cm, superficie totale effettivamente frenante portata da 1700 a 1760 cm2.

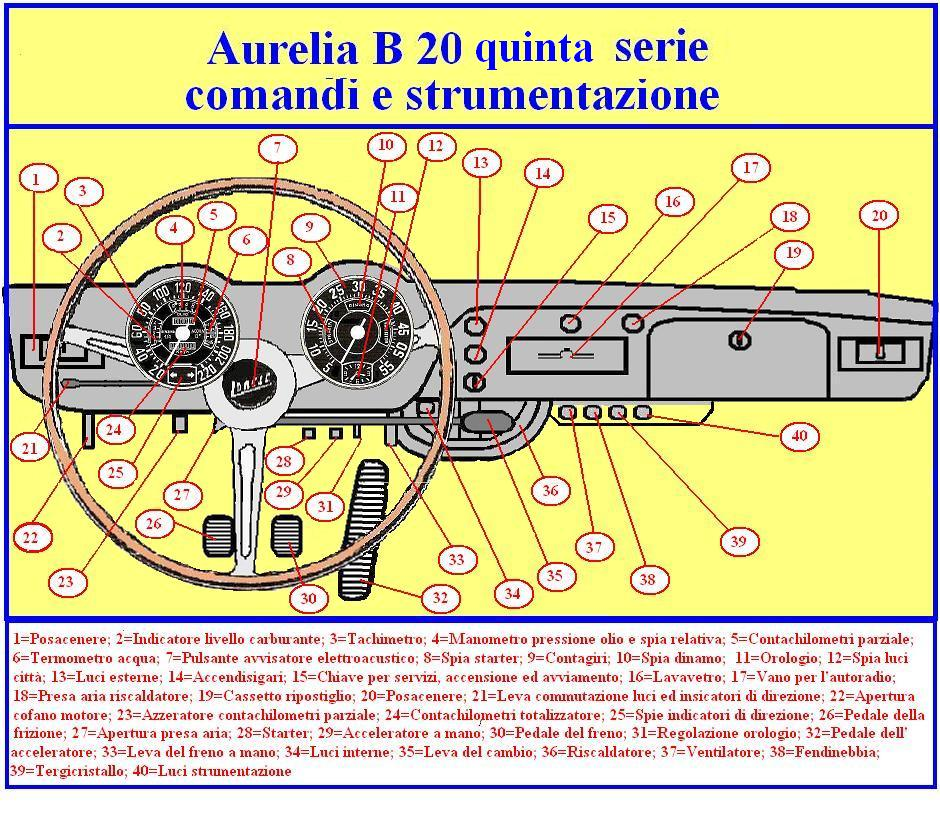
Cruscotto e comandi della B20 quinta serie

- variazione dei dati di regolazione della convergenza delle ruote anteriori.
- adozione di nuovi dischi ruota (resasi necessaria dalla maggiore dimensione del gruppo freni anteriore).
- incremento del peso della vettura di circa 60 kg, causata dal nuovo cambio (circa 40 kg in più), dalle modifiche al motore (circa 10 kg in più) e per il molto materiale fonoassorbente impiegato; nel complesso si passa da 1.220 a 1.280 kg) vettura in ordine di marcia, rifornita).
- riduzione delle prestazioni velocistiche, con la velocità massima in quarta marcia che scende da 185 a 176 km/orari.
- riduzione della capacità di superamento pendenze (in I marcia si scende dal 50% al 37%).
- diversi valori di pressione di gonfiaggio degli pneumatici.
- abbandono dei vetri colorati.
- lieve ingrandimento del lunotto.
- nuovi profili cromati (anziché in alluminio) agli sgocciolatoi delle portiere.
- aggiunta di un profilo cromato mediano al cofano del motore.
- nuovo volante con corona in legno (alcune fonti parlano di "finto legno") e tre razze in alluminio.
- nuovo comando dell'avviamento (ora con la medesima chiave dell'inserimento accensione).
- miglioramento all'impianto di riscaldamento dell'abitacolo (ora con doppia regolazione).
- cruscotto con colorazione bicolore ed inserto di un profilo cromato.
- nuovi sedili anteriori di conformazione anatomica ed aventi gli schienali che, inclinandosi, si spostano automaticamente verso il centro per agevolare l'accesso ai posti posteriori di fortuna.
- panchetta posteriore modificata per una migliore sistemazione, sia pur di fortuna, di eventuali passeggeri.
- cappelliera e rivestimento padiglione in materiale plastico anziché in panno.
- aggiunta di inserti in finta pelle nelle parti più soggette ad usura della tappezzeria.
- nuove tasche-borse laterali (interne alle portiere).
- ridotta la gamma dei colori disponibili.

### La sesta serie B20-B20S

L'ultima B20: sullo sfondo la cittadina di Vieste (FG)

- - Periodo di produzione: dall'aprile del 1957 al 7 novembre 1958
  - Modelli:
    - tipo B20, coupé 2 porte, 2 posti (+ 2 di fortuna) con guida a destra
    - tipo B20S, coupé 2 porte, 2 posti (+ 2 di fortuna) con guida a sinistra

  - Motore: tipo B20
  - Numerazione progressiva:
    - tipo B20: da 3817 a 4011
    - tipo B20S: da 1436 a 1860

  - Unità prodotte:
    - tipo B20: 195
    - tipo B20S: 425
    - totale: 620

#### Caratteristiche principali
- - L'ultima B20, la sesta serie del 1957-58Motore: anteriore a 6 cilindri a V di 2451,31 cm³, potenza 112 HP a 5.000 giri (118 HP se misurata secondo le norme SAE), valvole in testa
  - Carrozzeria: coupé 2 porte, 2 posti (più 2 “di fortuna”, per brevi tragitti), scocca portante, sospensioni anteriore a ruote indipendenti, sospensioni posteriori a ruote semi-indipendenti sistema De Dion
  - Trasmissione con trazione alle ruote posteriori, cambio a 4 rapporti+retromarcia
  - Dimensioni e peso: passo 265 cm, lunghezza 437 cm, larghezza 155 cm, peso in ordine di marcia, rifornita, 1310 kg circa
  - Velocità max: 180 km/h

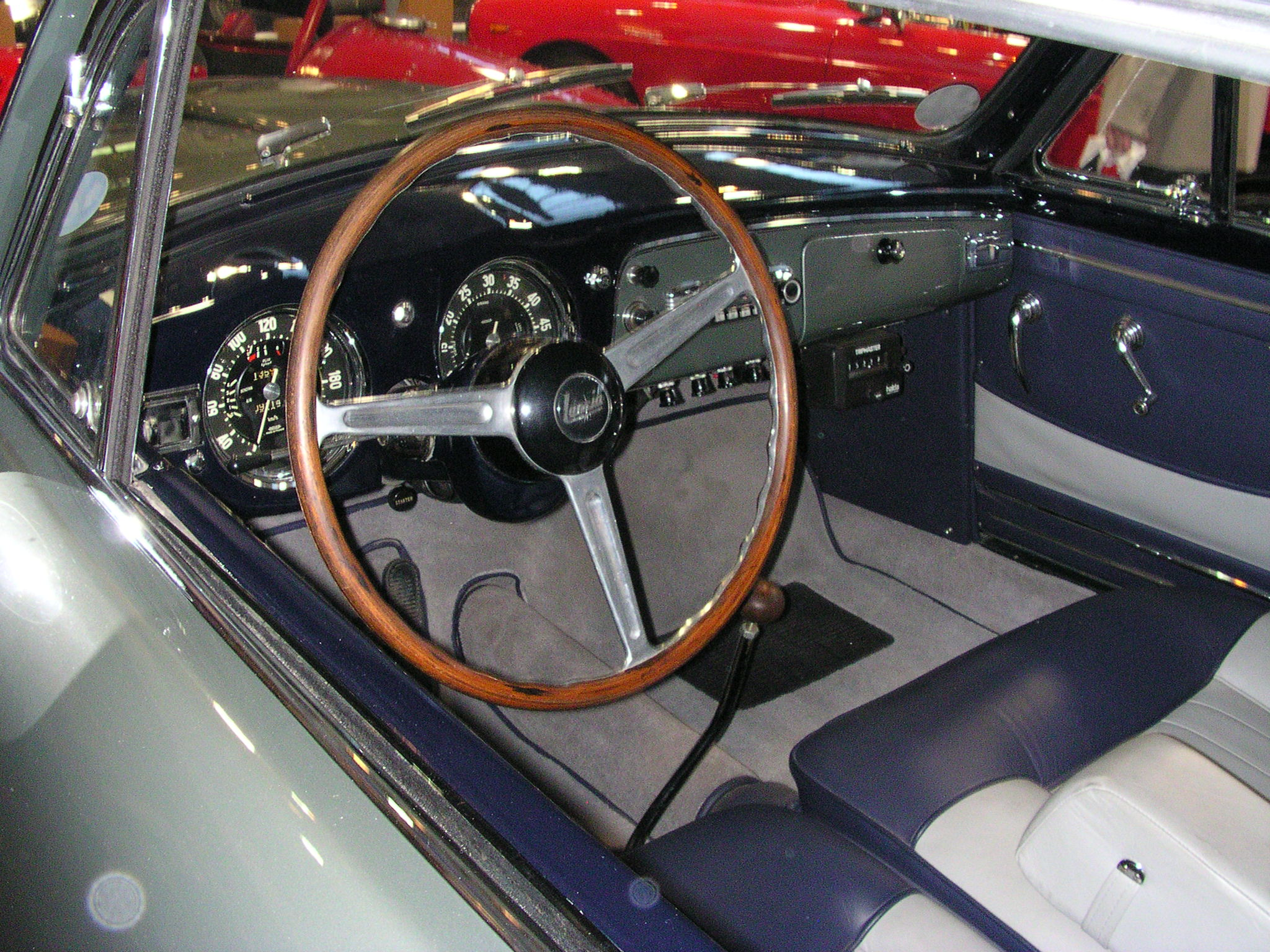
Interni di una B20 del 1958

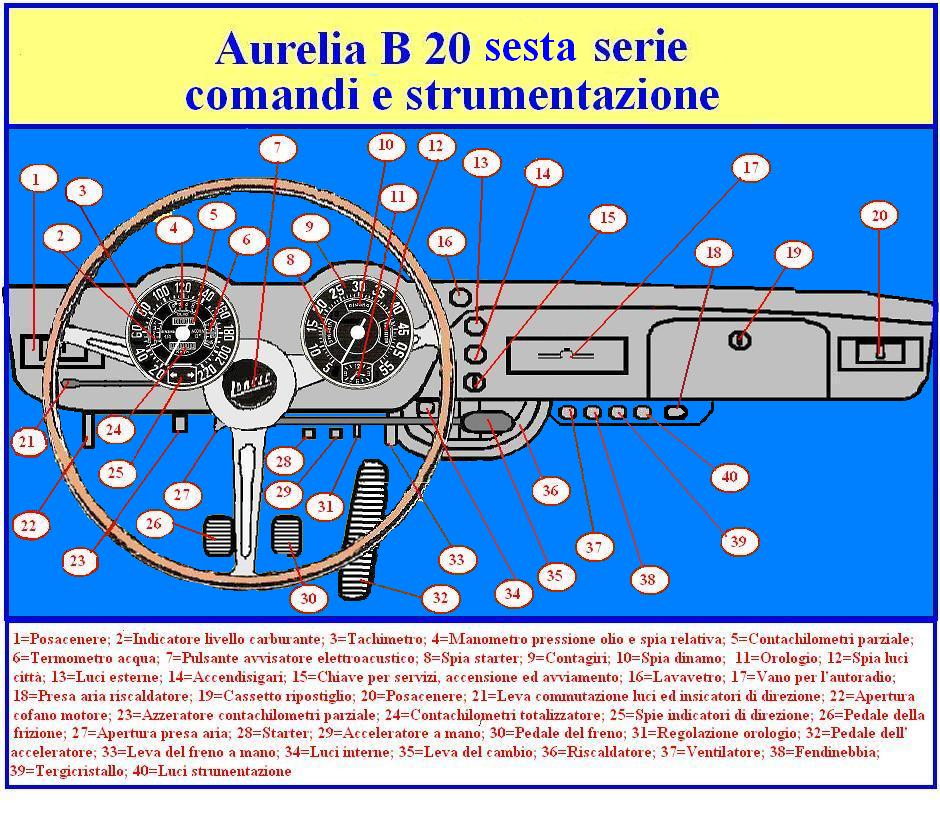
Cruscotto e comandi dell'ultima B20 sono quasi identici rispetto a quelli della serie precedente: variano soltanto le posizioni del comando per il lavavetro e quello della presa aria del riscaldatore

Nel 1957 le sorti dell'Aurelia paiono segnate: la vettura destinata a succederle, la Flaminia, sta per essere immessa sul mercato nella versione berlina ed è lecito attendersi, prima o poi, una sua versione Gran Turismo. La vita della B20 comunque va avanti, anche perché gli ordini non mancano. L'ultima serie di questo glorioso modello nasce dunque nella primavera del 1957: oltre ad un leggero incremento dei valori di potenza (da 110 a 112 HP) e di coppia (da 17,2 a 17,5 kgm) che innalzano la soglia della velocità massima sino ad oltre 180 km/h, si devono registrare una miriade di piccole migliorie, meccaniche e non, di carattere secondario.
Esteriormente, la sesta serie si riconosce per i deflettori alle portiere (che nelle serie precedenti non esistevano). La produzione della B20 termina nel 1958, anche se le vendite delle scorte proseguono sino alla metà del 1959, sia pure in quantità esigue. L'ultima B20 lascia la fabbrica il 7-11-1958: è una vettura con guida a sinistra (l'ultima B20 con guida a destra era uscita qualche mese prima, il 28 luglio).
Questo il dettaglio delle differenze che contraddistinguono la sesta serie dalla precedente:
- rapporto di compressione elevato da 8,00:1 a 8,40:1.
- albero a camme modificato.
- potenza massima incrementata da 110 a 112 HP (sempre a 5000 giri/minuto); da notare che la potenza misurata secondo le norme SAE (con motore privato degli organi "accessori" quali il filtro aria, l'impianto di scarico, la pompa dell'acqua, ecc) risulterebbe superiore di circa 6 HP, quindi di 118 HP.
- coppia massima incrementata da 17,2 kgm a 17,5 kgm (sempre a 3500 giri/minuto).
- adozione di un nuovo carburatore, Weber 40DCL5 in luogo del Weber 40DCZ5.
- lieve variazione del rapporto al ponte, portato a 13/48=3,692:1 (precedente: 11/41=3,727:1).
- nuova taratura delle sospensioni.
- peso aumentato di circa 30 kg (da 1.280 a 1.310 in ordine di marcia, rifornita).
- incremento della velocità massima, da 176 a 180 km/orari.
- lieve incremento della pendenza massima superabile in I marcia, che sale dal 37% al 38%.
- applicazione di deflettori ai vetri dei finestrini anteriori.
- nuovi dischi copriruota, satinati.
- montaggio del gancio di traino anteriore.
- corona del volante ora (sicuramente) in legno pregiato.

## Le B20 speciali
Per la serie B20, la Lancia non prevede la costruzione di pianali da cedere ai carrozzieri per la realizzazione di eventuali "fuori serie". Anche se in numero molto limitato, non sono peraltro mancate alcune B20 speciali.

### La berlinetta Vignale

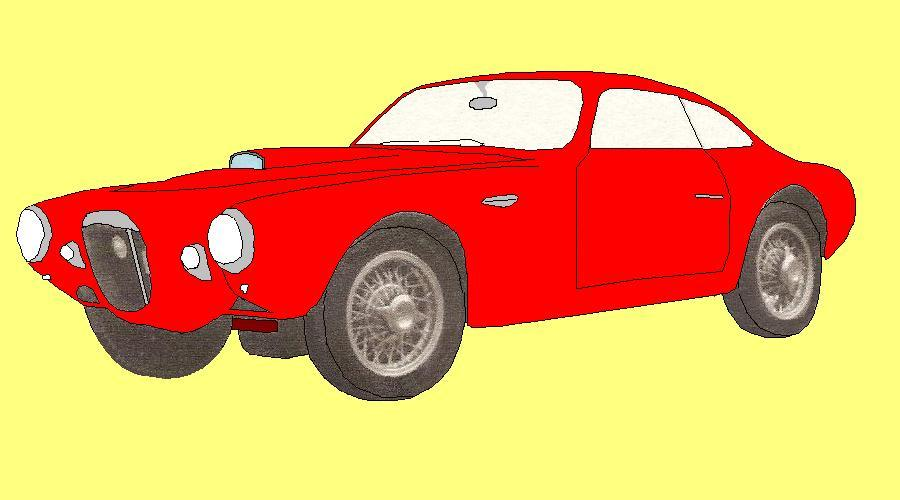
Un disegno della berlinetta realizzata da Vignale nel 1953-54

Va anzitutto menzionato Vignale, il quale, oltre al "Raggio Azzurro I", ha sicuramente costruito alcune berlinette con meccanica Aurelia: anche se qualche fonte parla di autotelaio del tipo B50-B52, è quasi certo che queste profilate e sportive berlinette abbiano montato il motore del tipo B20. Dal disegno sopra riprodotto, si può notare, oltre alla linea grintosa dell'insieme, la pronunciata presa d'aria sul cofano.

### La Raggio Azzurro I Vignale

La Raggio Azzurro

Particolare del padiglione e dell'abitacolo

Particolare della coda con pinna caudale

Particolare del parabrezza a doppia curvatura

Ai Saloni dell'automobile dei primi mesi del 1955 (New York e Torino in particolare) viene esposta una vettura nata dal connubio tra la meccanica della B20 Aurelia elaborata da Enrico Nardi e la carrozzeria in alluminio costruita dalla Alfredo Vignale su disegno di Giovanni Michelotti. La vettura, che in realtà viene realizzata per volontà del Nardi, ha un'originalissima carrozzeria in alluminio - tinteggiata in due gradazioni di azzurro - con padiglione in plexiglas (sovrastato da una presa d'aria centrale metallica), parabrezza a doppia curvatura, pinne caudali ed un grande faro centrale che taluni arrivano a definire “occhio di Polifemo”. Caratterizzano la vettura le ruote a raggi del tipo Rudge-Witworth, il volante (ovviamente un Nardi), gli interni in pelle di cinghiale e una strumentazione (diversa da quella della B20 di serie) a quattro quadranti (due grandi e due piccoli).
Il telaio della macchina è del tipo tubolare, il passo è di cm 253 (contro i 265 della B20 di serie). Il motore è un B20 da 2 litri e mezzo profondamente rivisto da Nardi (collettore Nardi, 2 carburatori Weber 40 DCN, asse a camme modificato, rapporto di compressione 8,9:1) che raggiunge una potenza di circa 140 cavalli a 5500-5600 giri e che imprime alla vettura – che pesa solo 987 kg – una velocità massima attorno ai 200 km/h. Va ancora detto che la “Raggio Azzurro” rimane “esemplare unico”: tre anni dopo verrà presentata la "Raggio Azzurro II", basata però su meccanica B24: di questa seconda Raggio Azzurro parleremo nel capitolo dedicato alla spider Aurelia.

### Le versioni “lusso” di Boano e Pininfarina
- Boano e Pininfarina

La B20 di Boano ad un Concorso d'eleganza del 1955: notare il lunotto "panoramico" ed i cerchi ruota elaborati

La B20 in versione "lusso" di Pininfarina, al Salone di Ginevra del marzo 1955: da notare la presa d'aria sul cofano

Sono poi da citare Boano e Pininfarina, due carrozzieri che hanno dato vita ad alcuni esemplari di coupé con carrozzeria rifinita lussuosamente e leggermente rielaborata: la vettura elaborata da Boano attorno al 1955 (e probabilmente rimasta un esemplare unico) si distingue e si caratterizza soprattutto per via di un lunotto posteriore del tipo cosiddetto "panoramico" (che risulta quindi notevolmente ampliato rispetto all'originale) mentre le realizzazioni di Pininfarina evidenziano più che altro un allestimento lussuoso e una finitura d'assieme accuratissima.

La "Hot Rod" con motore Aurelia 2500 di F. Buzzi (1966)

### La Buzzi "Hot Rod"
Negli Stati Uniti d'America, a metà degli anni'60, impazzano le vetture "Hot Rod": si tratta di macchine capaci di notevoli accelerazioni - costruite utilizzando parti di vecchie autovetture destinate alla demolizione - ed utilizzate poi in brevi gare d'accelerazione che solitamente vengono organizzate su piste ricavate su aeroporti dismessi. Evidentemente ammaliato da queste "macchine speciali", uno studente d'ingegneria lombardo, Fabio Buzzi, costruisce da sé, pezzo a pezzo, una vettura secondo lo schema delle "Hot Rod", utilizzando una meccanica Lancia. La creatura del Buzzi utilizza un motore B20 da 2451 cm³ potenziato sino a superare la soglia dei 140 HP e molte altre parti meccaniche Aurelia (le sospensioni, il gruppo frizione-cambio, le ruote anteriori) anche se non mancano componenti Fiat (ammortizzatori e scatola sterzo, ad esempio, sono della "1400"). Poiché in Italia la moda delle "Hot Rod" non attecchisce, il giovane ingegnere costruisce questa originale vettura secondo le norme del Codice della Strada per poterla immatricolare e circolare regolarmente.

### La B20-Tinarelli
Si ha anche notizia di una singolare B20 (un esemplare unico) realizzata a Milano nel 1955 dall'Officina di Rinaldo Tinarelli, un simpatico personaggio noto nell'ambiente sportivo milanese anche per aver partecipato ad alcune gare del dopoguerra: allestita partendo da un autotelaio Aurelia accorciato di una ventina di centimetri e dal motore da "2 litri e mezzo" tratto dalla vettura con cui aveva corso la nota compianta conduttrice Luisa Rezzonico (scomparsa nell'autunno del 1954 a causa di un incidente occorsole durante la disputa del Giro automobilistico d'Italia) Tinarelli crea una leggera vettura sport la cui carrozzeria in alluminio del tipo coupé - dipinta di rosso - viene realizzata da uno specialista torinese..

## Le concorrenti delle Aurelia coupé B20

### Le rivali italiane
Come accade per le “berlina”, anche nel caso delle “coupé” la maggiore concorrente dell'Aurelia B20 si rivela immediatamente l'Alfa Romeo 1900, la cui versione coupé assume la denominazione di 1900C-Sprint. Entrambe nascono nei primi mesi del 1951: mentre l'Aurelia è quasi certamente opera di Pininfarina (taluni però attribuiscono la paternità alla Ghia, o meglio al disegnatore-progettista Felice Mario Boano operante all'epoca in casa Ghia), l'Alfa 1900 Sprint è sicuramente dovuta alla Touring. Se si confrontano i dati principali relativi alle due vetture, si nota subito che in casa Alfa si privilegia la velocità e comunque l'intonazione sportiva, mentre alla Lancia si cerca di conciliare al meglio prestazioni (peraltro già degne di rispetto) con doti di comfort e di finitura.

La prima Alfa Romeo 1900 Sprint del 1951

Ecco dunque i dati essenziali dei due modelli 1951:
- - Aurelia B20-prima serie-1951:
 motore: anteriore a 6 cilindri a V di 1990,97 cm³, potenza 75 HP a 4500 giri, valvole in testa; carrozzeria: coupé 2 porte, 2-3 posti, scocca portante, sospensioni anteriore e posteriore a ruote indipendenti; trasmissione con trazione alle ruote posteriori, cambio a 4 rapporti+retromarcia; dimensioni e peso: passo 266 cm, lunghezza 428 cm, larghezza 154 cm, peso in ordine di marcia, rifornita, 1070 kg circa; velocità max: 160 km/h; prezzo listino in Italia: 2.600.000 lire
  - Alfa Romeo 1900/C-Sprint-1951:
 motore: anteriore a 4 cilindri in linea di 1883,94 cm³, potenza 100 HP a 5500 giri, valvole in testa; carrozzeria: coupé 2 porte, 2 posti (più 2 “di fortuna”, per brevi tragitti), scocca portante, sospensioni anteriore a ruote indipendenti, sospensione posteriore a ponte rigido; trasmissione con trazione alle ruote posteriori, cambio a 4 rapporti+retromarcia; dimensioni e peso: passo 250 cm, lunghezza 447,5 cm, larghezza 160 cm, peso a vuoto, 1050 kg circa; velocità max: 180 km/h; prezzo listino in Italia: 3.000.000 lire

Nel corso degli anni, il “gap” prestazionale tra i due modelli si annulla o si riduce: nel 1953, quando la Lancia immette sul mercato la versione da 2 litri e mezzo, la situazione addirittura si ribalta a favore della Casa torinese (118 CV, 185 km/orari l'Aurelia, 100 CV, 180 km/h l'Alfa Sprint), poi, nel 1954, l'Alfa Romeo vara la versione “Supersprint” e la situazione si presenta praticamente in pareggio.
Questi i dati essenziali dei due modelli antagonisti nel 1955:
- - Aurelia B20-quarta serie-1954/55:
 motore: anteriore a 6 cilindri a V di 2451,31 cm³, potenza 118 HP a 5.000 giri, valvole in testa; carrozzeria: coupé 2 porte, 2 posti (più 2 “di fortuna”, per brevi tragitti), scocca portante, sospensioni anteriore a ruote indipendenti, sospensioni posteriori a ruote semi-indipendenti sistema De Dion, trasmissione con trazione alle ruote posteriori, cambio a 4 rapporti+retromarcia; dimensioni e peso: passo 265 cm, lunghezza 437 cm, larghezza 155 cm, peso in ordine di marcia, rifornita, 1220 kg circa; velocità max: 185 km/h; prezzo listino in Italia: Lire 2.822.000
  - Alfa Romeo 1900/C-SuperSprint-1954/55:
 motore: anteriore a 4 cilindri in linea di 1974,00 cm³, potenza 115 HP a 5500 giri, valvole in testa; carrozzeria: coupé 2 porte, 2 posti (più 2 “di fortuna”, per brevi tragitti), scocca portante, sospensioni anteriore a ruote indipendenti, sospensione posteriore a ponte rigido; trasmissione con trazione alle ruote posteriori, cambio a 5 rapporti+retromarcia; dimensioni e peso: passo 250 cm, lunghezza 447,5 cm, larghezza 161 cm, peso a vuoto, 1000 kg circa; velocità max: Km/h 190;prezzo listino in Italia: Lire 3.210.000.

A partire dal 1956, però, per volontà della nuova proprietà (Pesenti è di fatto subentrato alla famiglia Lancia) la B20 abbandona le velleità sportive e si imborghesisce, riducendo le prestazioni (110 CV, 176 km/h, poi incrementate a 112 CV e 180 km/h nel '57), mentre la 1900 Super Sprint, con una nuova livrea, mantiene intatto il carattere vivace fino alla fine produzione (il 1958, curiosamente lo stesso anno in cui anche la B20 cessa la sua vita). A titolo di curiosità, si può ancora aggiungere che i valori globali di produzione (dal 1951 al 1958) sono i seguenti: 3871 Aurelia B20 contro 1803 Alfa Romeo 1900 Sprint/Supersprint. Dunque, contrariamente a quanto accaduto per le berline (dove il volume produttivo globale dell'Alfa è risultato sensibilmente superiore rispetto a quello dell'Aurelia, con 17334 pezzi contro 12786), la B20 ha “vinto” questo confronto numerico.

La Fiat 8V con carrozzeria della casa, nella sua prima versione (1952)

La filante Fiat 8V di Zagato al Salone di Torino del 1955

Altra “teorica” concorrente della B20 (e, quindi, dell'Alfa Romeo 1900 coupé) avrebbe potuto essere la 8 cilindri Fiat denominata “ottovu” ed uscita nel 1952. La Fiat però dedica scarsa attenzione a questa sua creatura, che viene prodotta in appena 114 esemplari (molti dei quali carrozzati da Zagato) e che in buona sostanza viene utilizzata quasi esclusivamente da piloti più o meno dilettanti, che la portano in gara ottenendo molto spesso ottime prestazioni e non di rado prevalendo sulle rivali Alfa Romeo e Lancia. In ogni caso, le Fiat 8V, il cui motore “2 litri” passa dai 105 CV del modello iniziale ai 127 CV degli ultimi esemplari, ha ottime prestazioni velocistiche (da oltre 180 a 190–200 km/h) ed un prezzo che, al momento del lancio (primavera 1952), è fissato in Lire 2.850.000.
Rivali per categoria e cilindrata (ma certamente non per prezzo) possono essere considerate anche le contemporanee Ferrari da 2,3 litri (modelli 195) e da 2,5 litri (modelli 212), che risultano assai più potenti (dai 130 CV della 195 Inter ai 170 Cv della 212 Inter) e veloci (180–220 km all'ora). I prezzi di vendita non sono però assolutamente confrontabili con quelli delle Lancia B20 e delle 1900 Alfa dal momento che risultano più o meno doppi (per fare qualche esempio, nel 1951 una 195 coupé Ghia ha un prezzo di 5.500.000 Lire, mentre l'anno dopo una 212 Export viene a costare 6.500.000 Lire).

### Le rivali all'estero

L'Aston Martin DB2 del 1952-53

L'imponente (ed antiquata) mole della Bristol 401 del 1952-53

Le vetture straniere più “vicine”, per cilindrata e/o prestazioni, alle Aurelia B20 non sono molto numerose. L'offerta internazionale sul libero mercato svizzero, presenta questa situazione:
- Nel 1952, quando la B20 ha ancora cilindrata di 2 litri, le macchine che in qualche misura possono dirsi in concorrenza si possono quasi contare sulle dita di una mano, dal momento che sono 6 in tutto, come risulta dalla sottostante tabella:
| Marca e modello                                                         | Prezzo in Svizzera (franchi) | N° e posiz. cilindri    | Cilindrata (cmc) | Potenza max (HP) | Lunghezza x larghezza (cm) | V.max (in IV) (Km/h) |
| Lancia Aurelia B20 coupé Pininfarina                                    | 31.000                       | 6 cil. a V              | 1991             | 75               | 428x154                    | 162                  |
| Alfa Romeo 1900C-Sprint coupé Touring                                   | 28.800                       | 4 cil. in linea         | 1884             | 100              | 447x160                    | 180                  |
| Alvis 3 litri Sport coupé carr. Graber                                  | 28.100                       | 6 cil. in linea         | 2993             | 95               | 450x170                    | 155                  |
| Aston Martin DB2-coupé                                                  | 30.200                       | 6 cil. in linea         | 2580             | 107              | 412x165                    | 170                  |
| Bristol 401 berlina 2 porte                                             | 28.500                       | 6 cil. in linea         | 1971             | 85               | 483x170                    | 158                  |
| Jaguar XK 120-coupé                                                     | 20.250                       | 6 cil. in linea         | 3442             | 160              | 441x157                    | 180/210 (a)          |
| Porsche 356/1300 coupé                                                  | 14.450                       | 4 cil. orizz. contrapp. | 1286             | 46               | 388x167                    | 143                  |
| Note: (a) : tra 180 e 210 km/h a seconda del rapporto al ponte adottato |                              |                         |                  |                  |                            |                      |

La Bmw 503 coupé del 1956-57

La Jaguar XK140 coupé del 1956-57

-Nel 1955/56, con la B20 portata a 2,5 litri (ed offerta a 25.800 franchi svizzeri), la quantità delle potenziali concorrenti – sempre riferendosi al libero mercato svizzero - è più ampia, e comprende una decina di modelli, come dalla seguente tabella:
| Marca e modello                                                                            | Prezzo in Svizzera (franchi) | N° e posiz. cilindri    | Cilindrata (cmc) | Potenza max (HP) | Lunghezza x larghezza (cm) | V.max (in IV) (Km/h) |
| Lancia Aurelia B20 coupé Pininfarina                                                       | 28.500                       | 6 cil. a V              | 2451             | 118              | 437x155                    | 185                  |
| Alfa Romeo 1900C-Supersprint coupé Touring                                                 | 25.000                       | 4 cil. in linea         | 1974             | 115              | 428x154                    | 190(a)               |
| Alvis TC108G coupé carr. Graber                                                            | 28.500                       | 6 cil. in linea         | 2993             | 104              | 475x166                    | 160                  |
| Arnolt-Bristol MK2 coupé                                                                   | 26.900                       | 6 cil. in linea         | 1971             | 132              | 426x168                    | oltre 180            |
| Aston Martin DB 2-4 coupé                                                                  | 34.950                       | 6 cil. in linea         | 2922             | 142              | 435x165                    | oltre 190            |
| Bmw 503 coupé                                                                              | 37.500                       | 8 cil. a V              | 3163             | 140              | 475x171                    | 190                  |
| Jaguar XK 140 coupé                                                                        | 21.500                       | 6 cil. in linea         | 3442             | 192              | 447x164                    | 180/210 (b)          |
| Porsche 356 A-1600 S coupé                                                                 | 17.000                       | 4 cil. orizz. contrapp. | 1582             | 75               | 395x167                    | 175                  |
| Talbot Lago Sport 2500 coupé                                                               | 27.000                       | 4 cil. in linea         | 2491             | 120              | 420x164                    | oltre 180            |
| Note: (a) in quinta marcia (b) tra 180 e 210 km/h a seconda del rapporto al ponte adottato |                              |                         |                  |                  |                            |                      |

## L'Aurelia B20 e le corse

### Le B20 da competizione

#### Le B20-2000 prima serie (1951)
La stagione delle grandi corse 1951 si inaugura il 1º aprile con il Giro di Sicilia, dove la Lancia fa esordire la nuovissima berlina B21 munita del motore da due litri: l'esordio è brillante (la vettura vince la sua classe e segna un tempo nettamente migliore rispetto a quello della prima tra le Alfa Romeo 1900, la rivale per eccellenza), al punto che la Casa, qualche giorno dopo, decide di creare un proprio “reparto corse” e di far debuttare alla Mille Miglia le nuove coupé B20, dotate del motore felicemente sperimentato sulla B21, ulteriormente potenziato.
Alla 18ª Mille Miglia, svoltasi tra il 28 ed il 29 aprile, prendono parte quattro B20 “semi-ufficiali” (per la cronaca, tutte coupé realizzate dalla Pininfarina) contraddistinte dai numeri seguenti:
- telaio 1005, motore 1007, numero di gara 315 (targa MI 169703), affidata a “Ippocampo” (al secolo Umberto Castiglioni) (coequiper Arnaldo Mori)
- telaio 1006, motore 1008, numero di gara 325, affidata a Lamberto Grolla (coequiper Luciano Monteferrario)
- telaio 1010, motore 1009, numero di gara 332 (targa VC 25466) affidata a Giovanni Bracco (coequiper Umberto Maglioli)
- telaio 1013, motore 1010, numero di gara 334 (targa TO 119951), affidata a Luigi Valenzano (coequiper Luigi Maggio)

La B20 prima serie "semi-ufficiale" di Bracco-Lurani impegnata durante la 24 ore di Le Mans del 1951: si notano il tergicristallo supplementare (circoletto rosso) e l'assenza di paraurti e calotte copriruota; questa era la "livrea" tipica delle B20 scese in gara nel'51 alla Mille Miglia e alle altre competizioni

Queste quattro vetture “semi-ufficiali” si differenziano comunque da quelle di serie per un incremento della potenza (da 75 a 90 CV) e delle prestazioni (la velocità sale dai 160 km/h della serie a 170–180 km/h). Esteriormente, queste B20 (che in genere corrono prive di paraurti e di calotte copriruota) si possono identificare abbastanza facilmente perché montano un tergicristallo supplementare.
Come si può leggere alla voce Lancia Aurelia/risultati sportivi, la B20 di Bracco/Maglioli si piazza al secondo posto assoluto, alle spalle della Ferrari vittoriosa (pilotata da Luigi Villoresi/Cassani), una macchina avente una cilindrata più che doppia (4,1 litri). Le altre B20 della Casa ottengono il 5º, il 7º ed il 16º posto nella graduatoria assoluta.
Alla durissima “24 ore” di Le Mans (23-24 giugno) prende il via, abbastanza a sorpresa, una B20, guidata da Giovanni Bracco e dal giornalista-gentlemen driver, Conte Giovanni Lurani; questa partecipazione nasce dal connubio di due “necessità” incrociate e complementari: da una parte il Conte Lurani, regolarmente iscritto alla grande corsa francese ma privo di una vettura efficiente, dall'altra la Lancia, che decide troppo tardi di partecipare con il valente Giovanni Bracco e non riesce ad iscriversi entro i termini imposti dal regolamento. L'inedita coppia fa una corsa stupenda e regolarissima e vince la classe fino a 2 litri ad oltre 132 km all'ora di media, classificandosi dodicesima assoluta.
Oltreché alla Mille Miglia e a Le Mans, nel 1951 le “prima serie” B20 (non soltanto quelle semi-ufficiali ma anche quelle dei gentleman privati) si aggiudicano quasi sempre la categoria di appartenenza (Gran Turismo) e spesso sovrastano vetture di cilindrata e “nome” superiori (Ferrari, Maserati). In questo stesso 1951, le B20-2 litri ottengono anche tre vittorie assolute (Coppa delle Dolomiti con Enrico Anselmi e “6 ore” di Pescara con Giovanni Bracco, più la Coppa delle Alpi dove la B20 di Roberto Piodi è prima anche se ex aequo con altri 9 concorrenti).

#### Le B20-2000 seconda serie (1952)
Dopo i successi del 1951, Gianni Lancia decide di potenziare il reparto corse, a capo del quale mette naturalmente Vittorio Jano, affiancato dai validi Ettore Zaccone Mina, Luigi Bosco, Francesco Faleo e Giuseppe Gillio, esperti rispettivamente per i settori motore, trasmissione, telaio, collaudi. Nei primi mesi del 52 vengono costruite sette B20 derivate dalla “seconda serie” ma profondamente modificate tanto meccanicamente quanto esteticamente. Il motore, munito di una speciale testata (con diametro valvole maggiorato) e di quattro carburatori (una coppia per ogni bancata di cilindri), eroga una potenza massima di 105-110 cavalli a 5.500 giri/minuto. Interessante la modifica apportata al cambio (ed effettuata dallo specialista Nardi) il cui comando è qui a leva centrale (cloche) anziché al volante. Anche la carrozzeria, alleggerita per il largo uso di alluminio e per l'impiego del plexiglas in luogo del vetro alla finestratura laterale, assume nuove forme e si presenta notevolmente abbassata, con una coda arrotondata (e priva del bagagliaio) che anticipa quella che sarà la caratteristica estetica saliente della futura Aurelia B20-2500. Meno pesante della serie precedente di quasi 100 chilogrammi, questa seconda serie “da corsa” ha notevoli doti di maneggevolezza e di accelerazione e può raggiungere i 190 km all'ora di velocità massima.

La B20 seconda serie speciale "a padiglione basso" di Luigi Fagioli e Vincenzo Borghi taglia il traguardo della Mille Miglia 1952

Vista della coda della B20 da competizione del 1952

Le sette B20 uscite all'inizio del 1952 sono contraddistinte dai numeri di telaio dal 1505 al 1511 e dal numero di motore dal 1608 al 1614: pare anche che – forse per non “ufficializzare” l'impegno diretto della Casa - sei di queste vetture siano state immatricolate a nome dei piloti cui erano originariamente destinate. Ecco dunque i dati completi di queste sette macchine (nell'ordine: numero telaio, numero motore, targa, colore vettura, pilota assegnatario iniziale):
- 1505, 1608, TO 129667, amaranto, Luigi Valenzano
- 1506, 1609, MI 186996, amaranto, “Ippocampo” (al secolo Umberto Castiglioni)
- 1507, 1610, MI 186992, verde, Felice Bonetto
- 1508, 1611, TO 129666, celeste, Salvatore Ammendola
- 1509, 1612, GE 59705, giallo, Enrico Anselmi
- 1510, 1613, AN 16960, grigio, Luigi Fagioli
- 1511, 1614, TO 138918, amaranto, nessun assegnatario in particolare.

Quasi certamente nel corso del 1952 vengono allestite altre B20 “competizione”: in ogni caso, tre B20, preparate per la partecipazione (a novembre) alla Carrera Messicana, vengono munite di compressore Roots, anche per far fronte all'elevata altitudine del percorso di gara (tra i 1800 ed i 3200 metri di quota). Il motore (un po' fragile) di queste B20 sovralimentate arriva ad erogare 150 cavalli ad un regime prossimo ai 6000 giri al minuto e le vetture raggiungono così i 215 km orari. La partecipazione alla Carrera 1952 non si può definire troppo fortunata dal momento che due delle tre B20 sovralimentate sono costrette al ritiro: la terza superstite però (quella di Umberto Maglioli e Franco Bornigia) si piazza ad un brillante 4º posto assoluto che compensa in parte la delusione per i ritiri delle consorelle.
Volendo riepilogare i maggiori successi ottenuti da queste B20-seconda serie nel 1952, si possono citare il Giro di Sicilia (2º, 3º e 4º posto assoluti), la Mille Miglia (3°, 5°, 6° ed 8°), il Premio di Montecarlo (4° ed 8°), la 24 ore di Le Mans (6° ed 8°), la Targa Florio (1°, 2° e 3°), la Coppa delle Dolomiti (4°, 6°, 8° e 9°) e la Carrera Messicana (4°).

#### Le B20-2500 (1953-54)

La B20-2500 ufficiale (blu-avorio) di Anselmi-Maggio alla Mille Miglia del 1953

Nei primi mesi del 1953 esce la terza serie B20, caratterizzata soprattutto dall'incremento della cilindrata, da 2 litri a 2 litri e mezzo. Anche di questa “2 litri e mezzo” vengono subito allestiti alcuni esemplari da competizione. Le B20-2500 da competizione che risultano pronte a fine marzo sono in tutto otto: sei di esse sono nuovi modelli nati già col motore da 2,5 litri, mentre le altre due sono in realtà modelli della seconda serie costruiti a febbraio e pertanto muniti del motore da due litri, subito sostituito dal nuovo “due litri e mezzo”.
Questo l'elenco delle otto vetture, per le quali sono indicati, nell'ordine, il numero del telaio, quello del motore, la targa ed il colore.
- 2076, 2200 (poi sostituito da un “2 litri e mezzo” dal numero ignoto), TO 142844, colore ignoto
- 2077, 2201 (poi sostituito da un “2 litri e mezzo” dal numero ignoto), TO 142843, colore ignoto
- 2247, 2501, TO143915, bicolore blu (corpo vettura) e avorio (padiglione)
- 2252, 2502, TO143918, bicolore blu (corpo vettura) e avorio (padiglione)
- 2254, 2503, TO143916, bicolore blu (corpo vettura) e avorio (padiglione)
- 2268, 2504, TO143903, bicolore blu (corpo vettura) e avorio (padiglione)
- 2273, 2505, TO143912, bicolore blu (corpo vettura) e avorio (padiglione)
- 2283, 2506, TO143910, bicolore blu (corpo vettura) e avorio (padiglione)

I motori 2500 preparati dalla Casa sono accreditati di una potenza massima di 125-130 cavalli a 5500 giri; la carrozzeria delle sei vetture blu-avorio è assai simile a quella della terza serie B20 normale (ne differisce in pratica soltanto per il padiglione leggermente abbassato e per i finestrini laterali scorrevoli in perspex) e, seppur più leggera della vettura di serie, risulta appesantita di quasi un quintale rispetto alla precedente B20-corsa da 2 litri del 1952. La velocità massima raggiungibile dalla B20-corsa da 2,5 litri è superiore ai 200 km orari (si parla di punte di 205–207 km all'ora).
È molto probabile che siano stati allestiti ulteriori altri esemplari di B20 da 2,5 litri in versione "competizione" (ad esempio, i due apparsi alla Coppa Intereuropa a Monza nel settembre 1953, affidati ad
Eugenio Castellotti e a Robert Manzon).
Le Aurelia 2500 “ufficiali” (o “semi-ufficiali” che siano) disputano una magnifica stagione 1953, anche se - dovendosi misurare con lo strapotere delle Ferrari e, talvolta, anche delle vetture “sport” messe in gara dalla stessa Lancia - solamente in quattro occasioni (Coppa della Toscana, Giro delle Calabrie, Liegi-Roma-Liegi e Stella Alpina) riescono ad aggiudicarsi la vittoria assoluta. Questi comunque i risultati (posizioni in graduatoria assoluta) nelle gare di maggior rilevanza: Giro di Sicilia (2°), Mille Miglia (7°, 11° e 21°), Targa Florio (4° e 7°), Coppa della Toscana (1°, 2° e 3°), Giro dell'Umbria (2°, 3° e 6°), Coppa d'oro delle Dolomiti (6°, 7° e 8°), Giro delle Calabrie (1°, 2°, 3° e 5°), Liegi-Roma-Liegi (1°, 4°, 5° e 6°), Stella Alpina (1°, 2°, 3° e 4°). Le 2500 “ufficiali” scendono ancora in gara nei primi mesi del 1954, aggiudicandosi il Rally di Montecarlo, quello del Sestriere e la Coppa Mare e Monti, dopodiché in gara si vedranno praticamente soltanto B20-2500 iscritte da privati, sia pur elaborate efficacemente dagli specialisti del momento (Nardi, Volpini e Mori).

#### Le B20 Zagato (1953-55)

Una B20 Zagato in corsa

Per completare la storia delle Aurelia da competizione – ufficiali o semi-ufficiali che siano – non si possono dimenticare le tre vetture realizzate dalla carrozzeria milanese Zagato, specializzata in costruzioni leggere e aerodinamicamente profilate. Questi tre esemplari – dalla linea molto simile a quella delle contemporanee Fiat 8V Zagato – vengono realizzati su meccanica della B20 terza serie e sono certamente destinati ad un impiego agonistico, anche se non risulta un coinvolgimento diretto della Casa madre in questo progetto. La prima B20 Zagato viene ultimata nel mese di maggio 1953, viene immatricolata a nome della Ditta Bocca di Biella con il numero di targa VC 30694 e viene poi impiegata in corsa dal pilota Plinio Bona. La seconda B20 Zagato viene ultimata a giugno ed immatricolata (TO 148904) a nome del cognato di Gianni Lancia, Ferdinando Gatta, che la impiegherà in gara pilotandola personalmente. La terza ed ultima delle Zagato B20 viene ultimata in luglio ed immatricolata (FI 65868) a nome di Arturo Luconi di Prato. Come si potrà evincere scorrendo la lista dei risultati sportivi, delle tre B20 Zagato, quella che otterrà i migliori risultati sarà la vettura di Ferdinando Gatta, che gareggerà (fino al 1955) in ambito nazionale.

#### La Nardi-Lancia Formula Due (1952)

Vista di 3/4 posteriore della compatta monoposto Nardi-Lancia di Formula Due; si noti la ruota anteriore con i tamburi dei freni esterni

Vista di 3/4 anteriore della Nardi-Lancia di Formula Due

L'interessante telaio della Nardi-Lancia Formula Due

Alla fine del 1951, a seguito del ritiro dalle corse di Formula 1 dell'Alfa Romeo (e della Talbot) viene a mancare il numero minimo di concorrenti indispensabile per disputare un Gran Premio, per cui la Federazione Internazionale dell'Automobile si vede costretta a ripiegare su vetture di formula inferiore: nel biennio 1952-1953 i Gran Premi Internazionali ed il relativo Campionato del Mondo Conduttori vengono dunque disputati con il regolamento della Formula Due, che prevede motori aspirati con cilindrata massima di due litri oppure motori sovralimentati (cioè muniti di compressore) di cilindrata fino a 500 cm³.
Questa situazione induce Enrico Nardi, un gentlemen-pilota che è al tempo stesso titolare della omonima Azienda specializzata in elaborazioni meccaniche e che collabora con la Lancia anche elaborando i motori Aurelia, a tentare addirittura una carta impegnativa e rischiosa: costruire una monoposto di Formula Due basata sul motore e sulla meccanica in genere della Lancia Aurelia.
La caratteristica più innovativa della vettura è data dal posizionamento centrale-posteriore del motore (che è ovviamente un Lancia Aurelia da 2 litri, modificato). In origine questo motore fornisce una potenza di appena 110 CV, ma grazie a successive modifiche (e l'adozione di quattro carburatori Weber) i cavalli diventano 140. I radiatori dell'acqua e dell'olio sono posti anteriormente, l'uno sopra l'altro. L'autotelaio, a traliccio di tubi, molto leggero (meno di 50 kg) si distingue per il fatto che le parti meccaniche sono praticamente “appese” ad esso piuttosto che “appoggiate” (come accade nella norma), tanto che nella parte superiore il traliccio ha tubi di diametro maggiore.

Il posto di guida della Nardi-Lancia di Formula Due

Le sospensioni sono a ruote indipendenti (anteriormente secondo lo schema classico Lancia trasferito tale e quale dal tipo Aurelia, posteriormente a mezzo di balestra trasversale superiore, semiassi oscillanti, ammortizzatori idraulici telescopici e triangoli di reazione obliqui). Frizione, cambio e differenziale sono come sull'Aurelia, cioè in blocco al retrotreno, però qui risultano direttamente collegati con il motore, che è posto alle spalle del pilota. Il cambio è quello dell'Aurelia con rapporti variati. I tamburi dei freni posteriori sono posizionati all'uscita dal differenziale (come nell'Aurelia) mentre quelli dei freni anteriori sono installati addirittura all'esterno del cerchio per un miglior raffreddamento. Il passo misura 250 cm, le carreggiate sono di cm 130 anteriormente e di cm 125 posteriormente. I serbatoi del carburante sono due, posizionati lateralmente (più o meno all'altezza del posto di guida) per l'ottenimento del miglior centraggio possibile, quale che sia la quantità di carburante contenuto: questa originale soluzione anticipa quella che sarà adottata di lì a poco dalla Lancia nella sua Formula Uno D50 che uscirà nel 1954. Le misure degli pneumatici sono 5.50x16 anteriormente e 6.00x16 posteriormente. Il peso della vettura, senza carrozzeria, è di kg 622 (sale a Kg 670 con la carrozzeria, che è in duralluminio ed è realizzata dalla Motto).
Pare che nelle prime prove la vettura, pur penalizzata aerodinamicamente perché ancora priva di carrozzeria, abbia superato i 200 km all'ora. La messa a punto assai difficoltosa e la potenza del motore non in linea con quella delle Formula Due più efficaci e prestanti (la Ferrari “500”, che domina i Gran Premi del 1952-53, eroga più di 180 HP) inducono Enrico Nardi – probabilmente dietro “suggerimento” della Lancia – ad abbandonare il pur interessante progetto, mentre la Nardi-Lancia Formula Due, non si vedrà mai al via di un Gran Premio.

#### La Marino Brandoli di Formula Uno

Gran Premio Napoli 1957: cerchiata in rosso la Brandoli di Formula Uno con motore Lancia Aurelia 2500 alla partenza

Alla metà degli anni'50, il modenese Marino Brandoli realizza due vetture da competizione basate sulla meccanica Lancia Aurelia 2500: una "sport" e, addirittura, una Formula Uno. Entrambe disputano con onore qualche gara. Al Gran Premio di Napoli svoltosi il 28 aprile 1957 a Posillipo, lo stesso Marino Brandoli partecipa con questa sua artigianale F1 ottenendo un'onorevole quinta fila dello schieramento: in corsa, è costretto al ritiro nel corso del 10º giro per problemi all'impianto di raffreddamento. Ingrandendo l'immagine a lato riprodotta, è possibile riconoscere la monoposto di Brandoli anche dalla vistosa presa d'aria sul cofano.

### Le Aurelia scendono in gara
L'Aurelia è il primo modello Lancia ad ottenere notevoli successi sportivi anche a livello internazionale.
Le qualità velocistiche si sono rivelate sin dalle prime uscite in corsa, quando a gareggiare è stata la "pacifica" berlina B10 (con motore di cilindrata da 1 litro e 3/4), ma il salto di qualità avviene l'anno dopo, nel 1951, quando esce la B20 coupé da 2 litri e quando anche la berlina può essere dotata del motore maggiorato (modello B21).
Il 1951 vede dunque scendere in campo, accanto alla berlina B21, un nugolo di coupé del nuovo tipo B20, che subito mettono in mostra notevoli doti di maneggevolezza e velocità affermandosi nelle più importanti corse su strada (Mille Miglia in primis) ma anche su pista (Le Mans). La stessa Lancia, in prima persona, allestisce alcune B20 speciali, partecipando in veste semi-ufficiale alle maggiori gare internazionali. Lo stesso accade nel 1952 (con la B20-2000 seconda serie) e nel 1953 (con la nuova B20-2500) anno in cui però la Casa torinese dedica le sue attenzioni ai modelli più prettamente corsaioli (D20, D23, D24) "abbandonando" le B20, che però avranno lunga e gloriosa vita sportiva grazie ai privati che la porteranno in gara sino ai primi anni'60.
Come si può evincere dalle tabelle, le Aurelia hanno gareggiato tanto nella categoria Turismo quanto nella Gran Turismo o nella Sport: ciò in funzione dei regolamenti via via succedutisi, del modello (berlina B10/B21/B22 oppure coupé B20-2000/B20-2500 oppure B24 spider) e dell'eventuale grado di "preparazione/elaborazione" della singola vettura.

## Prove su strada

### B20 prima serie (1951)
Non risulta che, all'epoca della loro presenza sul mercato, le Aurelia B20 con motore due litri siano state sottoposte ad alcuna “prova su strada”. È noto soltanto il “test” a cui, nel 1988, la rivista italiana d'auto d'epoca “Ruoteclassiche” ha sottoposto una B20 del 1951, quindi della prima serie. La prova è eseguita nel 1988, quindi su una vettura che, pur riportata agli antichi splendori, non è più “nuova” e deve essere trattata con attenzione, quindi con dolcezza. Ne consegue che i valori delle prestazioni rilevate devono tener conto di questi fattori. Ecco comunque i rilevamenti più interessanti, riportati nel fascicolo numero 5 del febbraio 1988 della già citata rivista “Ruoteclassiche”.
- velocità massima: 151,1 km/h.
- velocità massime nelle varie marce: 52 km/h in prima, 81 km/h in seconda, 119 km/h in terza.
- quarto di miglio (400 metri) da fermo, in 20,63”.
- accelerazione: 1 chilometro con partenza da fermo: 38,26” (media 94,093 km/h).
- accelerazione, da fermo a 80 km/h= 11,36”.
- accelerazione, da fermo a 100 km/h= 17,43”.
- accelerazione, da fermo a 120 km/h= 27,69”.
- accelerazione, da fermo a 140 km/h= 43,85”.
- ripresa, in quarta, da 70 a 100 km/h= 12,35”.
- ripresa, in quarta, da 100 a 130 km/h= 17,14”.

### B20 quarta serie (1954)
Una sola “testata” (The Autocar) si occupa della B20 quarta serie (1954).
Nell'agosto del 1954 la rivista inglese “The Autocar” pubblica il resoconto di una breve prova su strada effettuata al volante di una B20-2500 della quarta serie. Dalle tabelle pubblicate a corredo del test, contenenti i dati misurati, si evincono queste prestazioni “effettive”:
- velocità massima Km/h 179,44 (valore medio), Km/h 180,250 (valore massimo).
- accelerazione, da fermo a 80 km/h= 8,4”.
- accelerazione, da fermo a 100 km/h= 12,5”.
- accelerazione, da fermo a 130 km/h= 22,3”.
- accelerazione, da fermo a 160 km/h= 44,6”.
- un quarto di miglio, da fermo, in 19,1”.
- ripresa, in quarta, da 30 a 65 km/h, in 12”.
- ripresa, in quarta, da 65 a 100 km/h, in 13”.
- ripresa, in quarta, da 100 a 130 km/h, in 12,5”.
- ripresa, in quarta, da 100 a 160 km/h, in 34,5”.
- consumo medio riscontrato durante il test (500 km circa): 14,9 litri ogni 100 km (6,71 km/litro).

### B20 sesta serie (1957-58)
Si ha notizia di quattro distinte “prove su strada” riferite ad una B20-2500 dell'ultima serie.
La prima appare sulla rivista italiana “Quattroruote” nel suo numero del giugno 1957, la seconda è di “Auto Italiana Sport” nel numero 11 del 20 settembre 1957, la terza appare sulla rivista “The Autocar” (8 novembre 1957), mentre la quarta ed ultima riguarda una B20 di fine produzione (1958) che però è stata sottoposta a prova dalla rivista “Ruoteclassiche” ben 35 anni dopo.
La prova di “Quattroruote”
Nel numero del giugno 1957 la testata “Quattroruote” pubblica il resoconto completo di una prova su strada effettuata al volante di una B20-2500 della quinta serie, “aggiornata” tecnicamente al modello 1957 (quindi, di fatto, si può parlare di un'Aurelia sesta serie). Dalle molteplici tabelle pubblicate a corredo dei testi, si evincono queste prestazioni “effettive”:
- velocità massima (valore medio) Km/h 178,218.
- accelerazione: 1 chilometro con partenza da fermo: 34,3” (media Km/h 104,956).
- accelerazione, da fermo a 80 km/h (effettivi, cioè 86 al tachimetro)= 10” circa.
- accelerazione, da fermo a 100 km/h (effettivi, cioè 108 al tachimetro)= 15” circa.
- accelerazione, da fermo a 130 km/h (effettivi, cioè 138 al tachimetro)= 26” circa.
- accelerazione, da fermo a 160 km/h (effettivi, cioè 168 al tachimetro)= 48” circa.
- ripresa: 1 chilometro con partenza da 30 km/h, in quarta marcia: 39,5” (media Km/h 91,139).
- ripresa, in quarta, da 30 a 65 km/h (velocità effettive) in 8” circa.
- ripresa, in quarta, da 65 a 100 km/h  (velocità effettive) in 8” circa.
- ripresa, in quarta, da 100 a 130 km/h (velocità effettive) in 12” circa.
- consumo, in quarta, a 80 km/h (effettivi, cioè 86 al tachimetro): 10,2 litri ogni 100 km.
- consumo, in quarta, a 100 km/h (effettivi, cioè 108 al tachimetro): 11,7 litri ogni 100 km.
- consumo, in quarta, a 120 km/h (effettivi, cioè 127 al tachimetro): 13,8 litri ogni 100 km.
- consumo, in quarta, a 140 km/h (effettivi, cioè 148 al tachimetro): 16,5 litri ogni 100 km.
- consumo “urbano”: da un minimo di 14,3 ad un massimo di 22,2 litri ogni 100 km.
- consumo “extraurbano” (non autostradale): da un minimo di 11,1 ad un massimo di 15,4 litri ogni 100 km.
- spazio di arresto da 80 km/h (effettivi, cioè 86 al tachimetro): circa 33 metri.
- spazio di arresto da 100 km/h (effettivi, cioè 108 al tachimetro): circa 54 metri.
- spazio di arresto da 120 km/h (effettivi, cioè 127 al tachimetro): circa 77 metri.
- spazio di arresto da 140 km/h (effettivi, cioè 148 al tachimetro): circa 107 metri.

Quanto ai giudizi sulla vettura nel suo complesso, quelli espressi da “Quattroruote” sono più che lusinghieri: con una votazione appena “sufficiente” vengono comunque giudicati la frizione (sforzo notevole), lo sterzo (qualche reazione), il consumo (specie se la vettura viene spinta al massimo), la visibilità (posteriore) e l'appena sufficiente strumentazione (lamentate la mancanza della spia riserva carburante e del termometro dell'olio). Punti di forza (con il massimo dei voti, cioè quattro stelle) sono invece giudicati il motore, il comfort di marcia, la tenuta di strada, la ripresa, la marcia in salita, la velocità massima ed il grado di finitura.
La prova di “Auto Italiana Sport”
La stessa B20 già provata dalla rivista “Quattroruote” viene sottoposta a test, qualche mese dopo, dalla testata sportiva dell'Editoriale Domus, cioè “Auto Italiana Sport”. Esaminando con attenzione i dati delle prestazioni rilevate, si può immaginare che i “tester” di “Auto Italiana” abbiano “spremuto” al massimo la macchina: infatti le prestazioni risultano migliori rispetto a quelle rilevate da “Quattroruote”. Eccone comunque un riassunto:
- velocità massima Km/h 184,615.
- velocità massime nelle varie marce: 66 km/h in prima, 99 in seconda, 144 in terza.
- accelerazione: 1 chilometro con partenza da fermo: 34,0” (media Km/h 105,882).
- consumo medio sui 3300 km del test: 14,5 litri ogni 100 km (6,89 km/litro).

La prova di “The Autocar”
L'8 novembre 1957 la rivista inglese “The Autocar” pubblica il resoconto di una prova su strada (su circa 1100 chilometri) effettuata al volante di una B20-2500 dell'ultima serie. Dalle tabelle pubblicate a corredo del test, contenenti i dati misurati, si evincono queste prestazioni “effettive”:
- velocità massima Km/h 177,000 (valore medio), Km/h 181,800 (valore massimo).
- velocità massime nelle varie marce: 59,5 km/h in prima, 90 in seconda e 132 in terza.
- accelerazione, da fermo a 80 km/h=10,0”.
- accelerazione, da fermo a 100 km/h=14,0”.
- accelerazione, da fermo a 130 km/h=25,0”.
- accelerazione, da fermo a 160 km/h=47,3”.
- un quarto di miglio (mt 402), da fermo, in 19,6”.
- ripresa, in quarta, da 30 a 65 km/h, in 10,5”.
- ripresa, in quarta, da 65 a 100 km/h, in 11,5”.
- ripresa, in quarta, da 100 a 130 km/h, in 12,5”.
- consumo medio riscontrato durante il test (1100 km circa): 12 litri ogni 100 km (8,33 km/litro).

Questi, in estrema sintesi, i lusinghieri giudizi espressi dalla testata inglese: divertente da guidare su strada, se la cava bene anche nel traffico urbano ed è assolutamente elegante e ben rifinita.
La prova di “Ruoteclassiche”
Il test viene effettuato su una vettura “non più nuova”, una B20 dell'ultima serie, immatricolata per la prima volta nell'estate del 1958. La prova è eseguita nel 1993, quindi su una vettura che, pur riportata agli antichi splendori, non è più “nuova” e deve essere trattata con attenzione, quindi con dolcezza. Ne consegue che i valori delle prestazioni rilevate devono tener conto di questi fattori. Ecco comunque i rilevamenti più interessanti, riportati nel fascicolo numero 59 del febbraio 1993 della già citata bella rivista “Ruoteclassiche”.
- velocità massima: Km/h 172,913.
- un quarto di miglio (402 metri) da fermo, in circa 19,6”.
- accelerazione: 1 chilometro con partenza da fermo: 36,29” (media Km/h 99,200).
- accelerazione, da fermo a 80 km/h= 11,9”.
- accelerazione, da fermo a 100 km/h=15,65”.
- accelerazione, da fermo a 130 km/h=27,2”.
- ripresa, in quarta, da 70 a 100 km/h=10”.
- ripresa, in quarta, da 100 a 130 km/h=12,5”.
- spazio di arresto da 80 km/h: circa 43 metri.
- spazio di arresto da 100 km/h: circa 67 metri.
- spazio di arresto da 120 km/h: circa 97 metri.
- spazio di arresto da 140 km/h: circa 132 metri.

## Schemi periodi commercializzazione Aurelia B20
| Le coupé Aurelia            | Le coupé Aurelia  | Le coupé Aurelia  | Le coupé Aurelia          | Le coupé Aurelia          | Le coupé Aurelia          | Le coupé Aurelia          | Le coupé Aurelia          |
| --------------------------- | ----------------- | ----------------- | ------------------------- | ------------------------- | ------------------------- | ------------------------- | ------------------------- |
|                             | 2 litri (1991 cc) | 2 litri (1991 cc) | 2 litri e mezzo (2451 cc) | 2 litri e mezzo (2451 cc) | 2 litri e mezzo (2451 cc) | 2 litri e mezzo (2451 cc) | 2 litri e mezzo (2451 cc) |
| Periodo commercializzazione | I serie B20       | II serie B20      | III serie B20             | IV serie B20-B20S         | V serie B20-B20S          | VI serie B20-B20S         |                           |
| 1951                        | da aprile         | ---               | ---                       | ---                       | ---                       | ---                       |                           |
| 1952                        | sino a febbraio   | da marzo          | ---                       | ---                       | ---                       | ---                       |                           |
| 1953                        | ---               | sino a febbraio   | da marzo                  | ---                       | ---                       | ---                       |                           |
| 1954                        | ---               | ---               | sino a marzo              | da aprile                 | ---                       | ---                       |                           |
| 1955                        | ---               | ---               | ---                       | anno intero               | ---                       | ---                       |                           |
| 1956                        | ---               | ---               | ---                       | sino a marzo              | da aprile                 | ---                       |                           |
| 1957                        | ---               | ---               |                           | ---                       | sino ad aprile            | da maggio                 |                           |
| 1958                        | ---               | ---               | ---                       | ---                       | ---                       | anno intero               |                           |
| 1959                        | ---               | ---               | ---                       | ---                       | ---                       | sino a maggio             |                           |

## Dati produttivi, per modello e per anno
| Dati produzione Aurelia | Dati produzione Aurelia | Dati produzione Aurelia | Dati produzione Aurelia | Dati produzione Aurelia | Dati produzione Aurelia | Dati produzione Aurelia | Dati produzione Aurelia | Dati produzione Aurelia | Dati produzione Aurelia | Dati produzione Aurelia | Dati produzione Aurelia | Dati produzione Aurelia | Dati produzione Aurelia | Dati produzione Aurelia | Dati produzione Aurelia |  |
| ----------------------- | ----------------------- | ----------------------- | ----------------------- | ----------------------- | ----------------------- | ----------------------- | ----------------------- | ----------------------- | ----------------------- | ----------------------- | ----------------------- | ----------------------- | ----------------------- | ----------------------- | ----------------------- |  |
|                         | Berline                 | Berline                 | Berline                 | Berline                 | Berline                 | B20 coupé               | B20 coupé               | B24                     | Autotelai               | Autotelai               | Autotelai               | Autotelai               | Autotelai               | Autotelai               |                         |  |
| Anni                    | B.10                    | B.21                    | B.15                    | B.22                    | B12                     | 2000                    | 2500                    | Spider/convertibile     | B50                     | B51                     | B52                     | B53                     | B55/56                  | B60                     | Totale per anno         |  |
| 1950                    | 954                     | ---                     | ---                     | ---                     | ---                     | ---                     | ---                     | ---                     | 291                     | 51                      | ---                     | ---                     | ---                     | ---                     | 1296                    |  |
| 1951                    | 2994                    | 1118                    | ---                     | ---                     | ---                     | 371                     | ---                     | ---                     | 193                     | 47                      | ---                     | ---                     | ---                     | ---                     | 4723                    |  |
| 1952                    | 1326                    | 2123                    | 61                      | 294                     | ---                     | 736                     | ---                     | ---                     | 1                       | 1                       | 86                      | 86                      | ---                     | ---                     | 4714                    |  |
| 1953                    | 177                     | 539                     | 20                      | 780                     | ---                     | 124                     | 720                     | ---                     | ---                     | ---                     | 12                      | ---                     | ---                     | 1                       | 2373                    |  |
| 1954                    | ---                     | ---                     | ---                     | ---                     | 995                     | ---                     | 573                     | 1[a]                    | ---                     | ---                     | ---                     | ---                     | ---                     | ---                     | 1569 [a]                |  |
| 1955                    | ---                     | ---                     | ---                     | ---                     | 1372                    | ---                     | 426                     | 239                     | ---                     | ---                     | ---                     | ---                     | 10                      | ---                     | 2047                    |  |
| 1956                    | ---                     | ---                     | ---                     | ---                     | 33                      | ---                     | 189                     | 150                     | ---                     | ---                     | ---                     | ---                     | 4                       | ---                     | 376                     |  |
| 1957                    | ---                     | ---                     | ---                     | ---                     | ---                     | ---                     | 420                     | 176                     | ---                     | ---                     | ---                     | ---                     | ---                     | ---                     | 596                     |  |
| 1958                    | ---                     | ---                     | ---                     | ---                     | ---                     | ---                     | 312                     | 195                     | ---                     | ---                     | ---                     | ---                     | ---                     | ---                     | 507                     |  |
| Totale per modello      | 5451                    | 3780                    | 81                      | 1074                    | 2400                    | 1231                    | 2640                    | 761 [a]                 | 485                     | 99                      | 98                      | 86                      | 14                      | 1                       | 18201 [a]               |  |

[a]= il dato NON comprende il prototipo di pre-serie della B24 costruito nel'54

## Le vendite in Italia e all'estero
Su 18.201 Aurelia costruite, 15.468 risultano vendute ed immatricolate in Italia, dal 1950 al 1959 (57 delle ultime B20-B24 risultano vendute/immatricolate nel 1959). Ne consegue che l'esportazione (2.733 unità) ha assorbito il 15% della produzione.
Le B20-B24 da 2 litri e mezzo sono i modelli che hanno ottenuto (proporzionalmente) una maggior penetrazione all'estero (1280 unità vendute all'estero su una produzione di 3401 pezzi, cioè quasi il 38%). Non male anche la berlina B12 seconda serie (2415 unità prodotte, 437 vendute all'estero, pari al 18%). Quanto alla "prima serie" (berline, coupé B20-2000 ed autotelai) la vendita all'estero ha rappresentato soltanto un 8,2% rispetto alla produzione (prodotte 12.385 unità, vendute all'estero 1.016)
| Anno   | 1754 cm³  | 1991 cm³  | 2267 cm³  | 2451 cm³ | Totale |
| 1950   | 827       | ---       | ---       | ---      | 827    |
| 1951   | 2882      | 1063      | ---       | ---      | 3945   |
| 1952   | 1220      | 3052      | ---       | ---      | 4281   |
| 1953   | 469       | 1661      | ---       | 525      | 2655   |
| 1954   | 34        | 141       | 704       | 313      | 1192   |
| 1955   | ---       | 11        | 962       | 446      | 1419   |
| 1956   | ---       | ---       | 308       | 150      | 468    |
| 1957   | ---       | ---       | 3         | 346      | 349    |
| 1958   | ---       | ---       | 1         | 274      | 275    |
| 1959   | ---       | ---       | ---       | 57       | 57     |
| Totali | 5.441 [a] | 5.928 [b] | 1.978 [c] | 2121 [d] | 15.468 |

Note al "Prospetto immatricolazioni in Italia"
[a]questa la ripartizione per modello (stimata):

4.926 berline B10-B10S

515 autotelai B50-B51

[b]questa la ripartizione per modello (stimata):

3.612 berline B21-B21S

1.025 berline B22-B22S

77 berline B15-B15S

154 autotelai B52-B53

1.060 coupé B20-B20S (I e II serie, da 2 litri)

[c]questa la ripartizione per modello (stimata):

1.963 berlie B12-B12S

15 autotelai B55-B55S-B56-B56S-B60S

[d]include le coupé B20-B20S (dalla III serie in avanti, da 2,5 litri)
 e le spyder/convertibili B24-B24S
| Anno              | 1754 cm³ | 1991 cm³ | 2267 cm³ | 2451 cm³ | Totale |
| Produzione        | 6.035    | 6.350    | 2.415    | 3.401    | 18.201 |
| Vendita in Italia | 5.441    | 5.928    | 1.978    | 2.121    | 15.468 |
| Esportazione      | 594      | 422      | 437      | 1.280    | 2.733  |
| % export          | 9,84%    | 6,65%    | 18,10%   | 37,64%   | 15,02% |